# Liste des personnages de Re:Zero − Re:vivre dans un autre monde à partir de zéro
Cette liste détaille les personnages de l'univers du manga et de l'anime Re:Zero − Re:vivre dans un autre monde à partir de zéro.

## Personnages

### Principaux

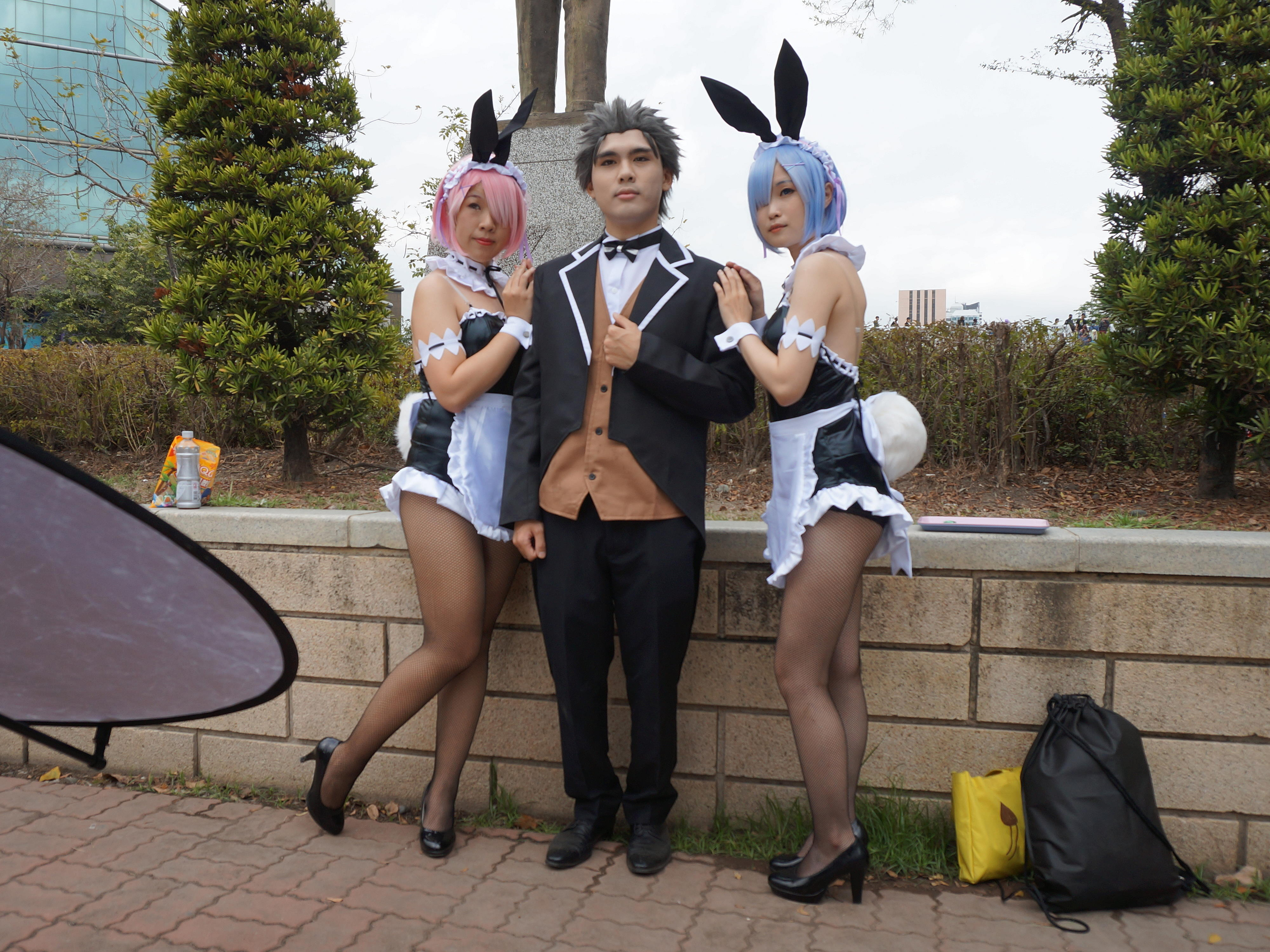
Costumade de Subaru Natsuki (en tenue de travail ; au centre de l'image entre des versions Playboy Bunny des jumelles) durant le Comic World Taiwan-Kaohsiung 29 à Taipei (Taïwan).

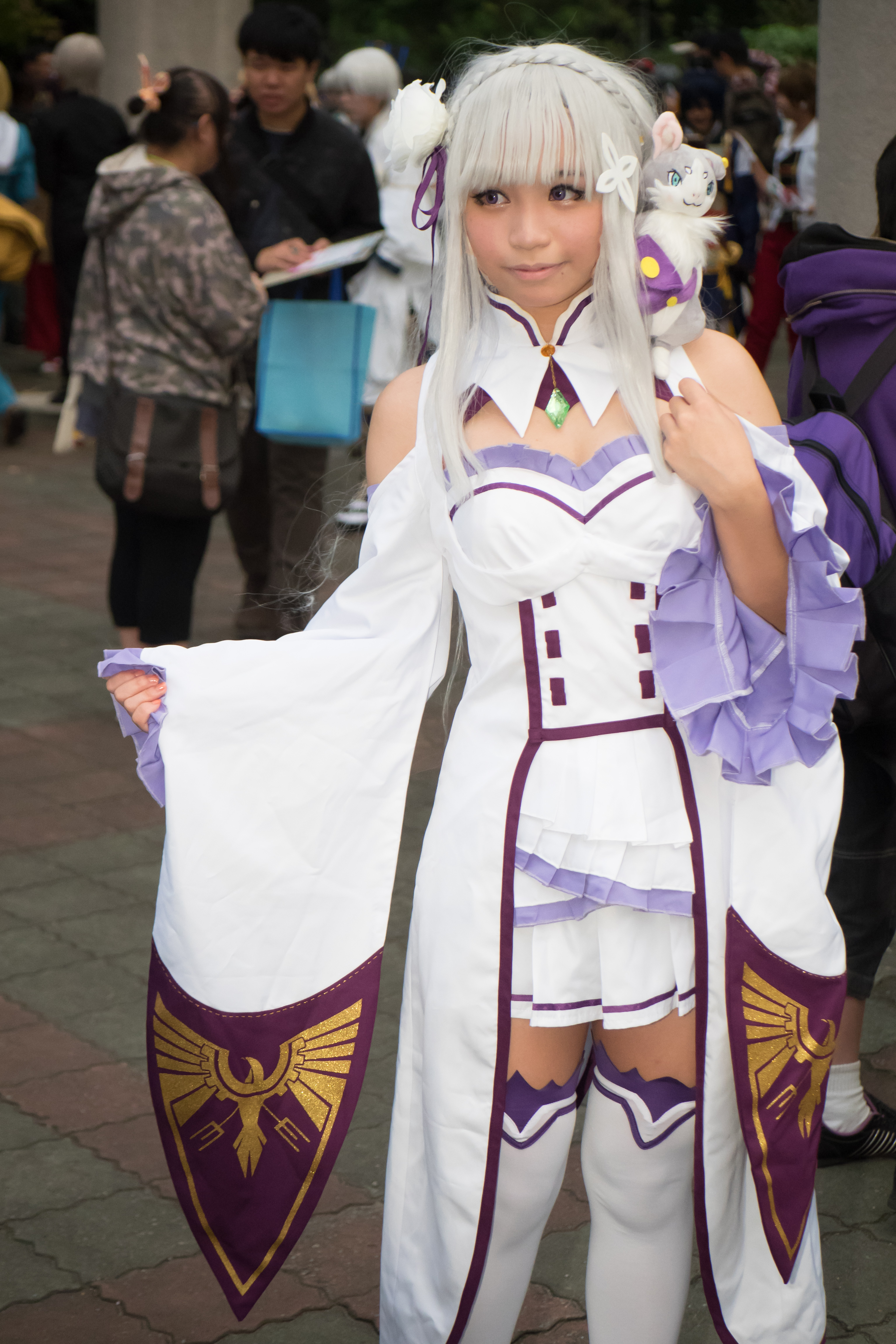
Costumade d'Émilia (avec une peluche à l'effigie de Pack) durant le Comic World Taiwan 44 à Taipei (Taïwan).

Subaru Natsuki (ナツキ・スバル / 菜月 昴, Natsuki Subaru) / le « Chevalier Fantôme » (精霊騎士, Seirei kishi) (surnom) / « Bals » (バルス, Barusu) (par Ram) / le « Frangin » (兄弟, Kyōdai) (par Aldebaran) / le « Chef » (大将, Taishō) (par Garfiel) / le « Dompteur de Fillettes » (幼女使い, Yōjo tsukai) (sobriquet)
Voix japonaise : Yūsuke Kobayashi, voix française : Grégory Laisné puis Rémi Gutton (redoublage) ,
Le protagoniste masculin, un lycéen japonais hikikomori.
En sortant d'une épicerie pour retourner chez lui, il est soudainement transporté et se retrouve dans un autre monde d'inspiration fantaisiste. Il découvre qu'il y dispose d'un pouvoir qu'il nommera lui-même la « Mort réversible » (死に戻り, Shinimodori) et qui déclenche, à chaque fois qu'il meurt, une boucle temporelle rétroactive lui permettant de revenir à un point fixe mais non choisi dans son passé immédiat (quelques jours au maximum), son « point de sauvegarde » selon un jargon vidéoludique, tout en conservant ses souvenirs et expériences des boucles antérieures, ce qui lui permet de modifier à loisir (dans la limite des moyens à sa portée) le cours des événements postérieurs audit « point de sauvegarde » : néanmoins, ce pouvoir demeure aussi un secret psychologiquement lourd à porter, puisqu'il conserve par là même les traumatismes de chacune de ses morts et expériences (positives comme négatives), et lui provoque une violente douleur au niveau du cœur (ou une autre catastrophe) s'il essaie de confier ce secret à quelqu'un.
Certaines personnes, comme Rem, lui font remarquer qu'il dégage « l'odeur de la Sorcière », laquelle attire les monstres et trouble ceux qui peuvent la détecter. Bien qu'il soit un hikikomori particulièrement amateur de jeux vidéo et de fantasie dans son monde d'origine, Subaru entretient tout de même occasionnellement sa condition physique et semble connaître les bases du combat au corps à corps, ce qui ne le rend pas totalement inoffensif.
Émilia (エミリア, Emiria) / la « Sorcière des Glaces » (氷結の魔女, Hyōketsu no Majo) ; la « Semi-démone » (半魔, Hanma) (surnoms) / Émi (エミリアたん, Emiria-tan) (par Subaru) / Lia (リア, Ria) (par Pack et Fortuna) / « Satela » (サテラ, Satera) (pseudonyme)
Voix japonaise : Rie Takahashi, voix française : Emma Darmon puis Lou Viguier (redoublage) ,
La protagoniste féminine, une jeune fille de l'autre monde.
Semi-elfe aux cheveux argentés et aux yeux violet-bleu faisant partie des Candidates au trône du Royaume de Lugnica pour la future élection royale, Subaru la rencontre pour la première fois — et tombe sous son charme au premier regard — peu après son arrivée en ce monde dans la capitale royale homonyme, quand son insigne fut volé par Felt : insigne qui lui est indispensable pour pouvoir participer à l'élection, étant le gage de sa légitimité en tant que candidate. Elle est accompagnée de son familier Pack, qui veille sur elle comme un parent.
Elle vivait auparavant isolée dans la Forêt gelée et bien qu'âgée de plus d'une centaine d'années (même si elle y fût elle-même « gelée » la plus grande partie du temps), son apparence physique et son âge mental restent ceux d'une adolescente, comme Subaru. Ingénue et candide, elle voit toujours ce dernier comme un enfant malicieux qui a besoin que l'on prenne soin de lui. Le nom qu'elle lui donna lors de leur première rencontre est celui de la « Sorcière de l'Envie », avec laquelle elle est confondue à son propre détriment : surprise donc par son désir insolite de se rapprocher d’elle envers et contre tout, et avec son approbation par Pack, elle tisse rapidement un lien étroit avec le jeune homme.
En qualité d’Invocatrice ayant accès aux quatre fondamentaux de la magie, elle a une affinité naturelle avec les Esprits, des compétences en soin magique et démontre de puissantes aptitudes à la magie de glace en situation de combat.

### Secondaires
Pack (パック, Pakku) / la « Bête de la Fin » (終焉の獣, Shūen no kemono) (surnom) / « ’Tit Chat » (にーちゃ, Nīcha) (par Béatrice)

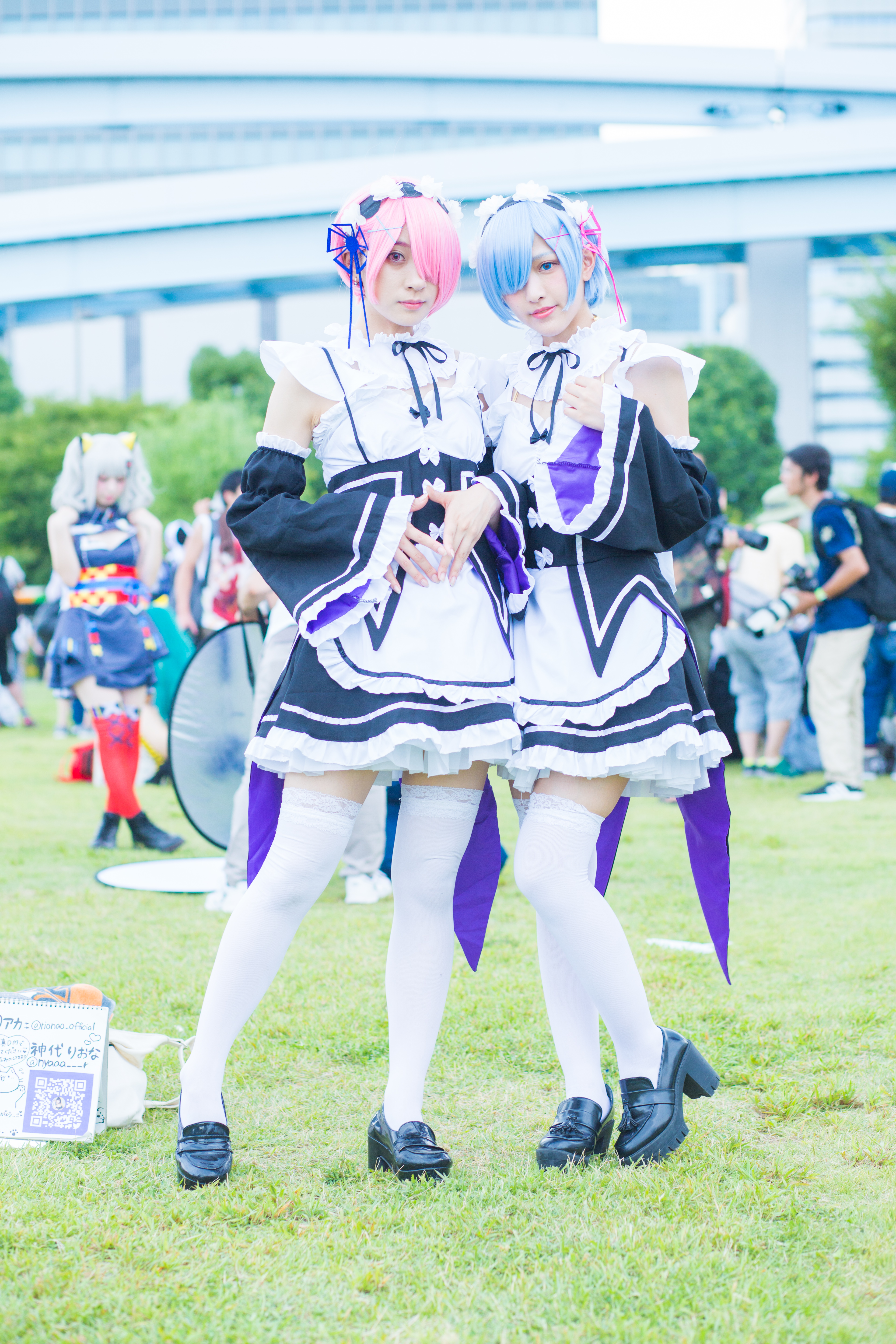
Costumades des jumelles (en uniforme ; de gauche à droite : Ram et Rem) durant le Comic Market 94 à Tokyo (Japon).

Voix japonaise : Yumi Uchiyama, voix française : Lucille Boudonnat puis Sophie Ouaknine (redoublage) ,
Familier d'Émilia, Il est un Esprit malicieux ayant généralement l'apparence d'un chat anthropomorphe.
Se matérialisant ponctuellement depuis un cristal magique porté sur sa poitrine par la Semi-elfe, il est actif de neuf heures à dix-sept heures (comme un Salaryman).
Il a une capacité empathique lui permettant de lire l'esprit des personnes à travers leurs émotions ou intentions : de ce fait, il sympathise très vite avec Subaru Natsuki, en qui il reconnaît un allié et sur qui il compte donc pour protéger Émilia durant ses absences.
Rem (レム, Remu)
Voix japonaise : Inori Minase, voix française : Estelle Darazi puis Charlotte Hervieux (redoublage) 
Ogresse (鬼, Oni) aux cheveux et aux yeux bleus (allusion au célèbre conte japonais), et sœur jumelle cadette de Ram, elle travaille avec celle-ci en qualité de domestique au manoir de Roswaal : elle effectue ses tâches et cuisine bien mieux que sa sœur, qui se montre moins compétente et volontaire à l'ouvrage. Elle a également une personnalité plus chaleureuse et amicale que cette dernière.
Contrairement à son aînée elle possède toujours sa corne, qui lui permet de conserver l'ensemble de ses pouvoirs. Elle a un complexe d'infériorité vis-à-vis de Ram qui était l'enfant prodige de leur sororité avant la perte de sa corne, ce qui la pousse désormais à en faire deux fois plus pour compenser les faiblesses de son aînée.
Elle a initialement sentie l'odeur de la Sorcière sur Subaru, ce qui l'a conduit à le tuer dans des boucles temporelles. Après avoir été sauvée (à plusieurs reprises, même si elle ne peut pas s'en souvenir) par ce dernier, elle tombe profondément amoureuse de lui et par conséquent, devient l'un de ses plus fidèles et dévoués soutiens.
Ram (ラム, Ramu)
Voix japonaise : Rie Murakawa, voix française : Estelle Darazi puis Diane Kristanek (redoublage) 
Ogresse aux cheveux et aux yeux rouges (allusion au célèbre conte japonais), et sœur jumelle aînée de Rem, elle travaille avec celle-ci en qualité de domestique au manoir de Roswaal : toutefois, elle effectue ses tâches et cuisine moins bien que sa sœur, qui se montre plus compétente et volontaire à l'ouvrage. Elle a également une personnalité plus froide et distante que cette dernière.
Malgré la prohibition de l'existence de jumeaux au sein de leur clan, les deux sœurs furent exceptionnellement épargnées grâce aux talents de Ram, qui se révélait dès son plus jeune âge comme un enfant prodige : elle perdit malheureusement ses pouvoirs après que sa corne eut été coupée durant une attaque de leur village par le Culte de la Sorcière, ce qui l'a amoindrie et rendue très dépendante de sa cadette.
Au début, elles faisaient ensemble des remarques sarcastiques à celui qu'elle surnomme « Bals » : si Rem a arrêté après en être tombée amoureuse, Ram ne se prive pas de continuer au-delà (bien qu'elle soit passée de la méchanceté à la taquinerie). Elle est attirée par son maître Roswaal et, nonobstant sa sœur, entièrement dévouée à lui : quand elle utilise trop de son mana, il est celui qui la soigne.

### Domaine Mathers
Seigneurie de Roswaal L. Mathers, magicien royal issu d'une lignée aristocratique récompensée pour services rendus à Lugnica, répartie entre sa demeure personnelle et plusieurs fiefs reculés dans la région nord-orientale du pays.

#### Manoir de Roswaal
Demeure personnelle de Roswaal L. Mathers à laquelle se rattachent les jardins et terres alentour, il se situe à l'écart de tout lieu habité et est accessible par une longue voie coupant à travers une forêt. Après avoir sympathisé avec Émilia et Pack à la capitale royale, Subaru Natsuki y est recueilli pour l'avoir aidée et protégée au péril de sa vie lors de l'incident de l'insigne volé.
Béatrice (ベアトリス, Beatorisu) / Betty (ベティー, Betī) ; Béato (ベア子, Bea-ko) (diminutifs)
Voix japonaise : Satomi Arai, voix française : Catherine Collomb puis Clara Soares (redoublage) 
Une mystérieuse fillette aux pouvoirs magiques, Esprit qui a formé un contrat avec Roswaal afin de protéger les anciens livres magiques de l'« Étude », la bibliothèque du manoir constituée dans un autre plan spatial et dans laquelle elle vit recluse.
Elle a la capacité de permuter l'Étude avec n'importe quelle pièce du manoir, la préservant des intrus ou des indésirables en en rendant l'accès très difficile (sauf à Subaru, qui d'instinct trouve presque systématiquement la bonne porte permettant d'y accéder), mais ne peut pas pour autant la faire sortir des lieux. Malgré son attitude froide et sa manière de parler envers Subaru, elle ne supporte pas de voir une personne blessée devant elle, ce qui la placera plus tard comme l'une de ses personnes de confiance.
Si elle a l'air d'une petite fille à couettes et en robe d'environ onze ans au physique de poupée, elle est déjà âgée de quatre siècles à l'arrivée de Subaru. Elle a pour tic langagier de presque toujours ponctuer ses phrases de « je suppose » (かしら, kashira) ou « en fait » (のよ, no yo).
Roswaal L. Mathers (ロズワール・L・メイザース, Rozuwāru Eru Meizāsu) / l’« Archimage de la Cour » (筆頭宮廷魔導師, Hittō kyūtei madōshi) ; le « Rouge / Vert / Jaune » (赤 / 緑 / 黄, Aka / Midori / Ki) (titres) / le « Bouffon de la Cour » (宮廷道化師, Kyūtei dōkeshi) ; le « Noble Pître » (道化貴族, Dōke kizoku) ; l’« Ami des Semi‐Humains » (亜人趣味, Ajin shumi) (surnoms)
Voix japonaise : Takehito Koyasu, voix française : Jean-Pierre Leblan puis Jean-Marco Montalto (redoublage) 
Chef marquisal actuel de vingt-neuf ans de sa maison et principal magicien à la cour royale, propriétaire du manoir ainsi que de son Domaine, il est le support et soutien à la candidature d'Émilia pour le trône de Lugnica.
Sa principale motivation à cet égard est d'avoir l'opportunité, si celle-ci est élue, de tuer le Dragon Divin.
Homme suave et excentrique aux traits fins et aux yeux vairons, son apparence conduit Subaru à le prendre pour un pître à leur première rencontre. Il est un individu hautement influent et l'un des plus puissants mages du royaume, pouvant voler et utiliser la magie de chacun des six éléments. Il a prosodiquement tendance à allonger ses phrases.
Frederica Baumann (フレデリカ・バウマン, Furederika Bauman)
Voix japonaise : Kaori Nazuka, voix française : Sophie Ouaknine
Jeune femme semi-humaine aux longs cheveux dorés et aux dents pointues, elle est la demi-sœur de Garfiel et occupe la fonction de domestique au manoir de Roswaal.
Après une absence temporaire entamée avant l'arrivée de Subaru, elle est revenue au manoir à la suite de l'attaque du Culte de la Sorcière contre le domaine Mathers, notamment pour remplacer Ram (et Rem à son propre insu) partie avec le maître et les réfugiés au Sanctuaire : dans la dernière boucle temporelle de l'attaque du manoir, elle retrouve son cadet en combattant les assaillantes à ses côtés.
D'une personnalité ouverte, fiable dans ses fonctions et pourvue d'un instinct maternel développé, elle agit en grande sœur avec les plus jeunes. Elle peut prendre part à un combat en se transformant en une espèce de léopard (tout en conservant sa conscience et sa capacité à parler).

#### Village d'Arlam
Fief voisin du manoir de Roswaal L. Mathers, dont il est reconnu comme le seigneur. Bordé par une forêt abritant de dangereuses créatures, le village en est préservé par une barrière de mana alimentée avec des pierres magiques, qui empêchent les Bêtes Démoniaques de la franchir.
Petra Leyte (ペトラ・レイテ, Petora Reite)
Voix japonaise : Marika Kouno, voix française : Jessie Lambotte puis Marie Nedelec (redoublage) 
Une des enfants du village d'Arlam, reconnaissable à ses cheveux roux et au ruban rouge qui les coiffe.
Alors qu'elle rêvait au départ de travailler en ville pour fabriquer des vêtements, elle devient apprentie domestique au manoir de Roswaal après les affrontements contre Pételgeuse et le Culte de la Sorcière pour pouvoir se rapprocher davantage de Subaru et partager sa vie au quotidien.
La fillette de douze ans étant attirée par le jeune homme, elle reste très amicale et proche de lui (ce qui contribue, avec les autres relations respectives de Subaru avec Béatrice et Pico, ainsi que sa qualité naturelle à être aimé des enfants, à sa réputation de « Dompteur de Fillettes, ») depuis qu'il lui a sauvé la vie lors de l'attaque des Bêtes Démoniaques contre son village : désirant qu'il la regarde comme une femme, elle peut pourtant faire montre de possessivité ou de jalousie enfantine, mais lui reste avant tout dévouée pour capter son attention. Elle devient en tant que soubrette la petite protégée de Ram et surtout Frederica Baumann, dont elle se rapproche fortement (comme une petite sœur) durant l'attaque du manoir parallèle à la crise du Sanctuaire.
Milde Arlam (ミルデ・アーラム, Mirude Āramu) / la « Vieille rajeunie » (若返りババア, Wakagaeri babā) (sobriquet)
Voix japonaise : Maki Izawa
Vieille femme qui se trouve être la doyenne et chef du village qui porte son nom.
Au détriment de Subaru, elle exprime occasionnellement son côté perverse obsédée.
Elle est la sœur aînée de Muraosa.
Lasshum Arlam (ラスフム・アーラム, Rasufumu Āramu) / « Chef du village » (ムラオサ, Muraosa) (pseudonyme)
Voix japonaise : Kenta Sasa (ja), voix française : Jean-Pierre Leblan
Villageois, il est le frère cadet de la doyenne.
À la première descente au village de Subaru (en qualité de nouveau majordome du manoir de Roswaal) pour des courses, il se fait passer pour le doyen auprès de lui.
Les enfants du village (村の子供達, Mura no kodomo-tachi)
Voix japonaise : Yumiko Kobayashi (Mild) ; Yuna Yoshino (Lucas) ; Yūki Kuwahara (ja) (Meina) ; Minami Shinoda (Cain) ; Shizuka Ishigami (ja) (Dine)
En plus de Petra, le village d'Arlam compte d'autres enfants qui font partie de son groupe d'amis, et s'entendent eux aussi très bien avec Subaru qui joue à l'occasion avec eux. Ce groupe inclut :
- Mild (ミルド, Mirudo), un petit gros réservé au crâne rasé ;
- Lucas (リュカ, Ryuka), un garçon aux cheveux rabattus avec une fréquente goutte au nez ;
- Meina (メイーナ, Meīna), une fillette à couettes ;
- les frères Cain (カイン, Kain), au crâne brossé, et Dine (ダイン, Dain), aux cheveux attachés.

#### Le Sanctuaire
Autre fief rattaché au Domaine Mathers, le Sanctuaire de Kremaldy (クレマルディの聖域, Kuremarudi no Seīki) de son nom complet est un lieu secret caché dans la forêt du même nom et protégé par de puissantes magies, difficile voire impossible d'accès. Il inclut en son sein le Tombeau de la Sorcière (強欲の魔女の墓場, Gōyoku no Majo no Hakaba) valant son autre nom, et sert de refuge aux Semi-humains désirant y vivre.
Garfiel Tinsel (ガーフィール・ティンゼル, Gāfīru Tinzeru) / Garf (ガーフ, Gāfu) (diminutif) / « Petit Garf’ » (ガー坊, Gā-bō) (par les Lewes) / le « Bouclier du Sanctuaire » (聖域の盾, Seīki no tate) (surnom) / le « Plus puissant des Boucliers » (最強の盾, Saikyō no tate) (autoproclamé) / le « Tigre Magnifique » (ゴージャス・タイガー, Gōjasu Taigā / Gorgeous Tiger) (pseudonyme)
Voix japonaise : Nobuhiko Okamoto, voix française : Arnaud Laurent,
Semi-humain de quatorze ans balafré, aux cheveux blonds, aux dents acérées et légèrement vêtu, Garfiel est le Gardien qui protège le Sanctuaire des intrus. Il est aussi le demi-frère de Frederica par leur mère, mais porte le nom de cette dernière et a une relation mitigée avec son aînée.
Il adopte une attitude tendanciellement hostile envers les étrangers tels que Subaru et attaque aisément sans trop y réfléchir. Son parler très proverbial est parfois hermétique pour ce dernier à cause de la barrière culturelle. Simple d'esprit et impulsif réagissant au quart de tour, il n'hésite pas à dire ce qu'il pense aux autres (critiquant ouvertement et en face les agissements de Roswaal) mais s'écrase relativement face à Ram, dont il assume explicitement être énamouré, et aux quatre doyennes Lewes qui l’ont élevé comme leur propre petit-fils.
Agile, très combatif et musclé pour son âge, il se bat au contact avec ses quatre membres (nus puis armurés) et de la magie élémentaire de terre. Par sa nature semi-bestiale, il peut aussi se transformer — totalement ou partiellement — en un tigre anthropomorphe musculeux et imposant, augmentant considérablement sa force physique déjà importante et lui permettant ainsi de déchiqueter ou écraser ses proies d'un coup de patte.
Lewes Meyer (リューズ・メイエル, Ryūzu Meieru)
Voix japonaise : Aimi Tanaka (ja), voix française : Anna Lauzeray Gishi
Noyau d'alimentation de la magie protégeant le Sanctuaire, elle est scellée dans le cristal qui alimente cette dernière et est le modèle originel des clones qui l'administrent.
À l'époque de la création du Sanctuaire, elle était aussi une servante de l'entourage proche d'Echidna comme Roswaal, et s'était particulièrement rapprochée de Béatrice.
Lewes Alma (リューズ・アルマ, Ryūzu Aruma) / « La vieille » (婆, Baba) ; « Mamie » (ばあちゃん, Bāchan) (par Garfiel)
Voix japonaise : idem, voix française : idem
Doyenne pluricentenaire du Sanctuaire, elle a l'apparence d'une petite Semi-elfe d'une onzaine d'années, aux longs cheveux roses et à moitié dissimulée derrière l'ample col de son manteau.
Elle est en réalité l'un des quatre premiers clones de Lewes Meyer, résultats d'une expérimentation menée par Echidna et dont seuls quelques membres (elle comprise) ont acquis avec le temps une personnalité propre (d'où le choix d'un nom de famille personnel, afin de se distinguer), les autres en demeurant dépourvus et se contentant exclusivement d'obéir aux ordres, principalement en veillant au maintien de l'équilibre au sein du Sanctuaire.
Elle informe Subaru des dissensions au sein de ses homologues, entre ceux favorables (comme elle) et ceux opposés à la libération du Sanctuaire.
Lewes Birma (リューズ・ビルマ, Ryūzu Biruma) / « La vieille » (婆, Baba) ; « Mamie » (ばあちゃん, Bāchan) (par Garfiel)
Voix japonaise : idem, voix française : idem
L'un des quatre premiers clones de Lewes Meyer.
Vêtue d'un manteau noir et se déplaçant avec un sceptre, elle est la seconde rencontrée par Subaru et favorable à la libération du Sanctuaire.
N'ayant pourtant pas besoin de s'hydrater pour subsister, elle aime tout de même son petit rituel consistant à boire du thé.
Lewes Cima (リューズ・シーマ, Ryūzu Shīma) / « La vieille » (婆, Baba) ; « Mamie » (ばあちゃん, Bāchan) (par Garfiel)
Voix japonaise : idem, voix française : idem
L'un des quatre premiers clones de Lewes Meyer.
Ayant connaissance de souvenirs de la véritable Lewes Meyer, elle est la seule des clones à connaître le but initial du Sanctuaire : opposée à sa libération, elle est alors entrée en divergence avec ses trois homologues et s'est dissociée d'elles, retirée dans la forêt avec les autres clones.
Elle est restée proche du gardien Garfiel, pour qui elle représente — davantage que les autres — une figure grand-maternelle de substitution.
Lewes Delma (リューズ・デルマ, Ryūzu Deruma) / « La vieille » (婆, Baba) ; « Mamie » (ばあちゃん, Bāchan) (par Garfiel)
Voix japonaise : idem, voix française : idem
L'un des quatre premiers clones de Lewes Meyer.
Favorable à la libération du Sanctuaire, elle agit malgré tout en soutien de Lewes Cima quand celle-ci révèle le passé du Sanctuaire.
Pico (ピコ, Piko)
L'un des clones secondaires de Lewes Meyer gérant le Sanctuaire.
Mutique et peu développée comme toutes les copies exécutantes, elle sait suivre des ordres simples mais conserve la personnalité d'un bébé.
Baptisée par Subaru après sa découverte du corps de Lewes Meyer, elle se montre comme la plus fortement attachée au garçon.
Sphinx (スピンクス, Supinkusu) / le « Grand Désastre » (大災, Taisai) (surnom) / la « Sorcière (de l’Avarice) » (（強欲の）魔女, [Gōyoku no] majo) (pseudonymes)
Le véritable premier clone de Lewes Meyer.
Indirectement mentionnée une première fois de réputation au détour d’une conversation,, elle est le réceptacle « raté » d’une première tentative pour réincarner Echidna, et ainsi donc se rebella contre les desseins de sa créatrice : membre de l’Alliance durant la Guerre des Semi-Humains (près d’un demi-siècle avant l’arrivée de Subaru) secrètement confinée au sein de la Baronnie Barrielle suite à sa défaite, elle est une antagoniste majeure de l’histoire annexe La ballade amoureuse de la Lame démoniaque et celle du Grand Désastre de l’Empire de Vollachia dans l’histoire principale,.
Elle reçut l’infâmie de Lugnica en tant que « sorcière » capable de réanimer des cadavres, qui manipula des corps de défunts des deux camps durant la guerre civile pour en faire des soldats morts-vivants.

#### Forêt d'Elior
Région forestière nord-orientale de Lugnica rattachée au Domaine Mathers. Luxuriante en son temps, elle abrite une porte mystique et était habitée un siècle avant le début de l'histoire par les semblables elfiques d'Émilia, qui y vivait également sous la protection de sa tante. Depuis l'époque précédent le long sommeil de la jeune fille, qui a continué d'y vivre seule après son réveil (avant d'être rejointe par Pack, puis de la quitter avec lui), ces lieux désormais inhabités et prisonniers d'un hiver permanent prennent le nom de Forêt gelée (氷結の森, Hyōketsu no Mori).
Fortuna (フォルトナ, Forutona) / « Maman Fortuna » (フォルトナお母様, Forutona-okāsama) (par Emilia)
Voix japonaise : Haruka Tomatsu
Fortuna fut la tante paternelle et mère de substitution d'Emilia, ainsi que Gardienne du Sceau.
Elle partage une forte ressemblance physique avec sa nièce, dont elle s'occupait à la place de ses parents lorsqu'elles vivaient ensemble dans la forêt, un siècle avant le début de l'histoire. À cette époque, elle était familière de longue date (et dans un début timide de développement amoureux) avec « Geuse », qui se serait déjà rapproché d’elle lorsqu’elle était elle-même une fillette, et restait fréquemment en contact avec elles pour les aider matériellement avec des coreligionnaires.
Arch (アーチ, Āchi) / « Grand frère Arch » (アーチお兄ちゃん, Āchi-onīchan) (par Emilia)
Voix japonaise : Daisuke Namikawa
Arch était un Elfe du village d'Elior où Émilia vivait avec sa tante dans son enfance, un siècle avant le début de l'histoire, et le successeur présumé de Fortuna comme Gardien.
Chargé au pied levé par cette dernière, qui retournait aider Geuse face à Regulus Corneas et Pandora durant l'attaque de leur village, de fuir avec sa nièce afin de la protéger, il échoua toutefois à cette tâche, se sacrifiant pour permettre à Émilia de s'enfuir seule en retenant sur lui l'une des Trois Grandes Bêtes démoniaques, le Serpent Noir.
Tanse (タンセ) / « Tata Tanse » (タンセ伯母様, Tanse-obasama) (par Emilia)
Voix japonaise : Nanako Mori (ja)
L'une des habitantes du village d'Elior, aperçue en compagnie de deux autres congénères dans la projection du présent hypothétique d'Émilia durant son Épreuve du Sanctuaire.
Elle avait apparemment tendance au commérage avec ses amies.

### Candidates au trône
Prétendantes légitimement reconnues pour la suzeraineté du Royaume de Lugnica, elles sont à ce titre les rivales d'Émilia.
Felt (フェルト, Feruto) / la « Lionne d’Or » (金獅子, Kinjishi) (surnom)
Voix japonaise : Chinatsu Akasaki, voix française : Jessie Lambotte puis Emilie Marié (redoublage) ,
Jeune fille de quinze ans qui a grandi dans un faubourg du quartier pauvre de la capitale avec le vieux Rom, elle apparaît initialement comme une voleuse dérobant l'insigne d'Émilia pour tenter de le vendre au plus offrant.
Cependant, puisque l'insigne réagissait également à sa présence, elle devient à son tour une Candidate pour la prochaine élection royale, présentée par Reinhard van Astrea qui devient son Chevalier.
Il est révélé plus tard qu'elle est en réalité une princesse, enlevée lorsqu'elle n'était encore qu'une enfant.
Fille furtive et caractérielle des bas-quartiers qui a vécue du recel (pour ne pas avoir à vendre son corps) armée de son couteau, elle n'a aucune étiquette et méprise autant la noblesse avec les autres notables que ses propres homologues enfermés ou complus dans leur misère, qu'elle a toujours eue pour ambition de quitter par ses propres moyens.
Crusch Karsten (クルシュ・カルステン, Kurushu Karusuten) / la « Vierge Guerrière » (戦乙女, Ikusa otome) (surnom)
Voix japonaise : Yuka Iguchi, voix française : Sandra Chartraire puis Célia Asensio (redoublage) 
Une des candidates à l’élection royale, Crusch est à la tête de sa maison ducale et est déterminée à devenir célèbre.
Elle aide personnellement Subaru dans l’Expédition contre la Baleine Blanche aux commandes de ses propres troupes, ainsi que de volontaires retraités anciennement frères d'armes de Wilhelm.
Stricte avec elle-même, disciplinée et prudente, elle est une épéiste fière et émérite de vingt ans dont la beauté délicate contraste avec son uniforme très masculin et ses manières militaires. Cultivant l'honnêteté, sa bénédiction de la Girouette lui sert de « détecteur de mensonges » magique en percevant le vent autour d'une personne (qui en produirait un particulier lorsqu'il ment), lui permettant d'y discerner le faux du vrai. Sa magie du vent se matérialise au combat sous forme d'une lame d'air invisible tranchant tout ce qui se trouve à sa portée.
Anastasia Hōshin (アナスタシア・ホーシン, Anasutashia Hōshin) / la « Marchande à Succès » (大商女, Daishōjo) (surnom)
Voix japonaise : Kana Ueda, voix française : Sophie Planet puis Estelle Darazi (redoublage) 
Une des candidates à l’élection royale, originaire de la Cité-État de Kararagi, pays à l'ouest de Lugnica culturellement « japonifié » (en son temps par son fondateur homonyme), et parlant dans un patois rappelant celui du Kansai.
Elle aide matériellement Subaru dans l’Expédition contre la Baleine Blanche avec ses propres troupes de mercenaires, les Crocs d'Acier.
Non combattante mais marchande à succès de vingt-deux ans reconnaissable à ses coiffes rappelant le monde d’origine de Subaru (ouchanka, chullo…) et son sac seau en forme de porte-monnaie géant, elle brille plutôt sur le terrain économique (et par corollaire, diplomatique). Négociante dans l'âme à la tête de la firme du même nom, de prime abord amorale et talentueuse en affaires, Anastasia reste une personne sympathique : elle adore faire jouir son entourage du fruit de ses propres marchandages.
Priscilla Barielle (プリシラ・バーリエル, Purishira Bārieru) (nom d’épouse) / Prisca Benedict (プリスカ・ベネディクト, Purisuka Benedikuto) (nom de naissance) / la « Mariée en Sang » (血染めの花嫁, Chizome no hanayome) ; la « Princesse du Soleil » (太陽姫, Taiyō hime) (surnoms)
Voix japonaise : Yukari Tamura, voix française : Frédérique Marlot puis Lola Nédélian (redoublage) 
Une des candidates à l’élection royale, originaire de l'Empire de Vollachia, pays au sud de Lugnica, et dont la beauté captive généralement les hommes au mépris de son surnom.
Jeune veuve — huit fois mariée — aristocrate de dix-neuf ans aimant se divertir (même au détriment des autres) et intriguer, la bouche ponctuellement cachée derrière son éventail, Priscilla a une personnalité hautaine, extravagante et égocentrique — renforcée par son emploi du nous majestatif, qui peut s'expliquer par le fait que le monde change au gré de ses caprices : ayant visiblement été très gâtée dans sa vie, elle en ignore certaines choses élémentaires ou évidentes pour les gens ordinaires (comme par exemple, le fait que les fruits ne sont pas naturellement dénués de peau).
Sous son apparat de noble dame en robe, elle est une épéiste détentrice d'une puissante arme magique de feu massive, l’Épée du Soleil ne tranchant sélectivement que les cibles souhaitées par sa porteuse et immolant le corps de ses victimes.

#### Chevaliers des Candidates
Assumant une position de garde-du-corps personnel, ils ont traditionnellement pour rôle de veiller à la protection de la Candidate à laquelle ils sont dévoués, au moins durant le temps de leur candidature : Subaru Natsuki, qui ne fait pas partie de cette caste et n'a aucune formation en ce sens, devient pourtant de fait leur homologue en qualité de « Chevalier » auto-proclamé d'Émilia.

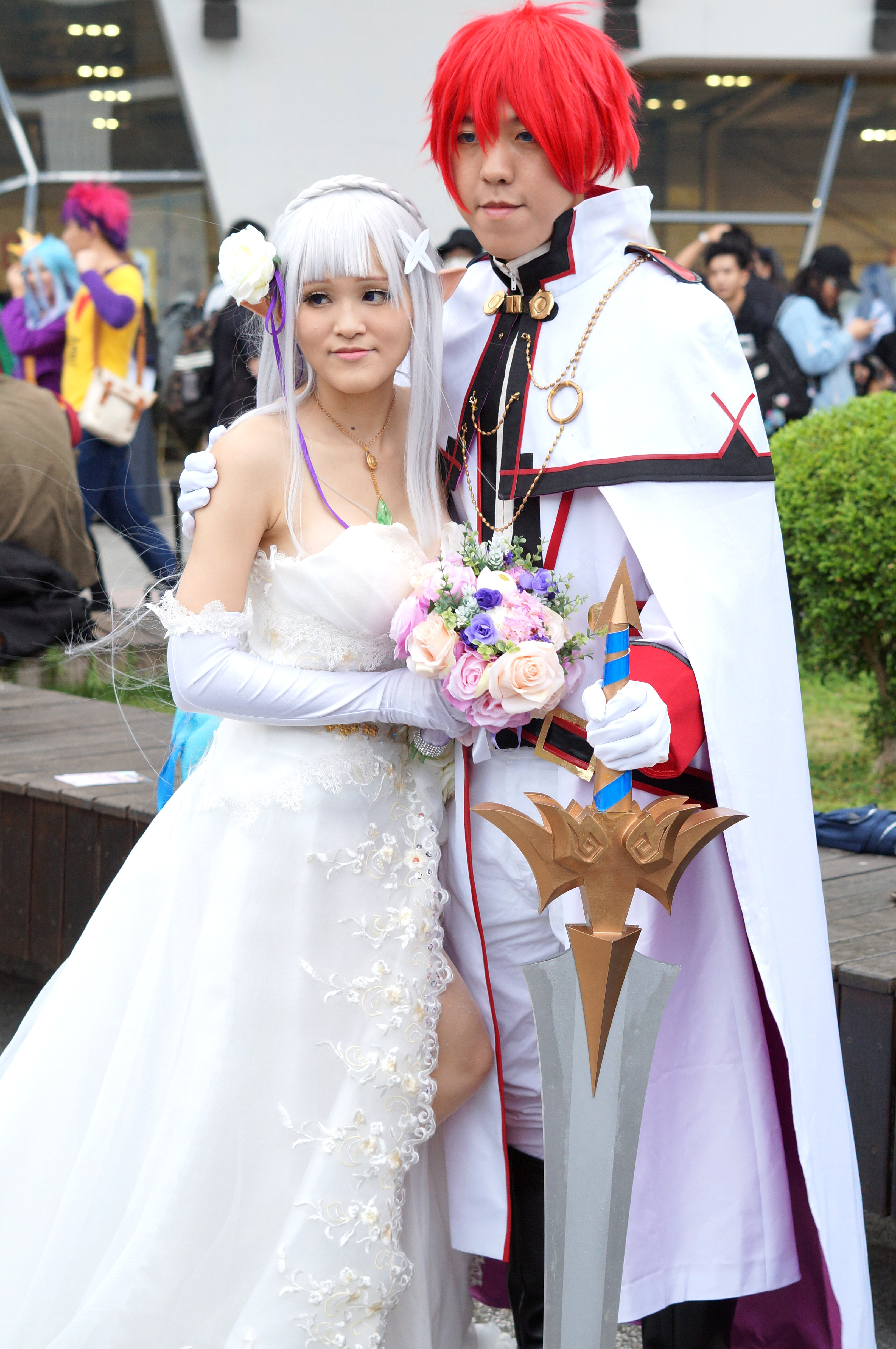
Costumade de Reinhard van Astrea (en uniforme ; à droite dans l'image aux côtés d'une version mariée d'Émilia) durant le Petit Fancy 33 à Taipei (Taïwan).

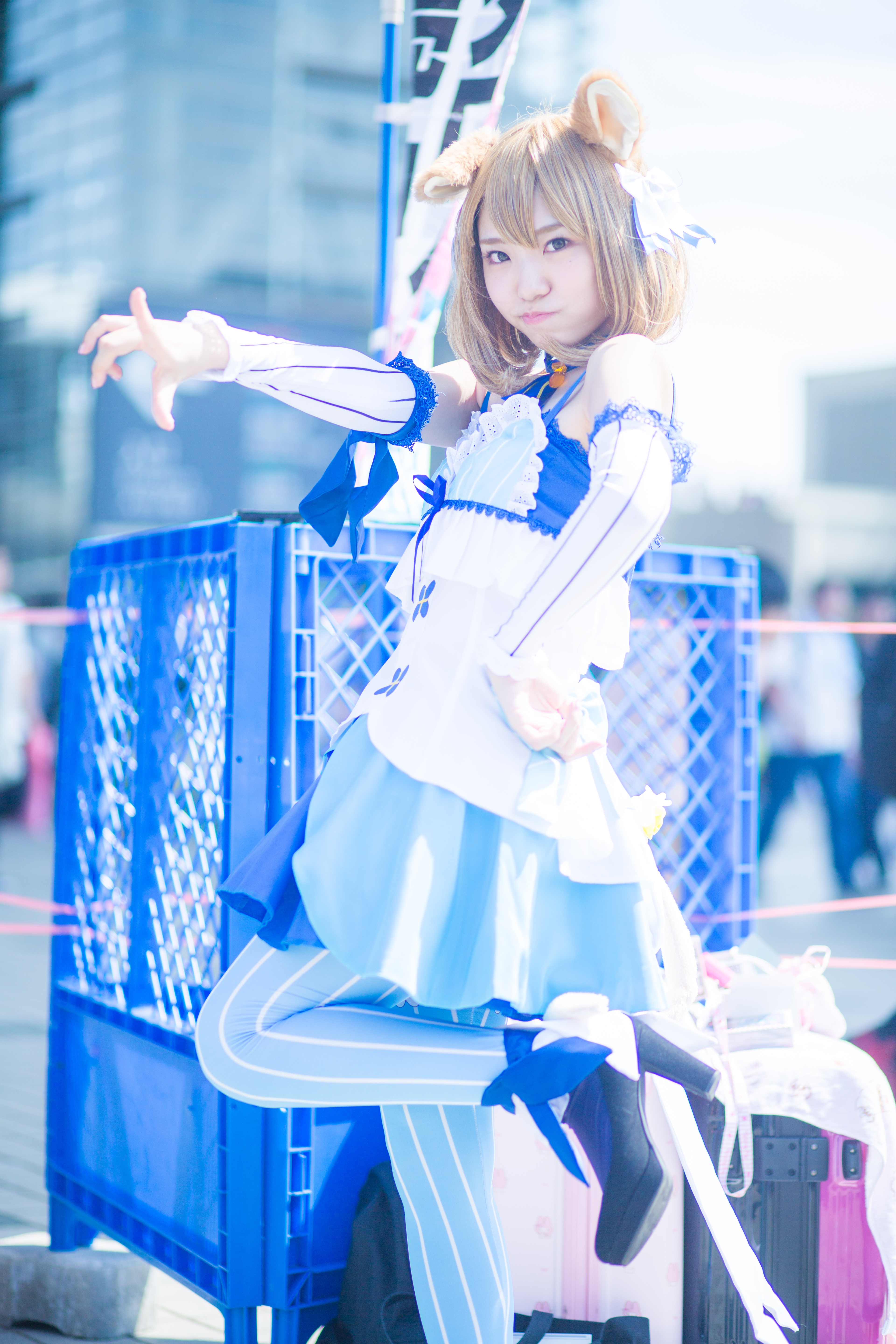
Costumade de Felix Argyle (par une fille) durant le Comic Market 94 à Tokyo (Japon).

Reinhard van Astrea (ラインハルト・ヴァン・アストレア, Rainharuto van Asutorea) / le « Maître Épéiste » (剣聖, Kensei) (titre) / le « Chevalier des Chevaliers » (騎士の中の騎士, Kishi no naka no kishi) ; le « Héros » (英雄, Eiyū) (surnoms) / « Adelheid » (アーデルハイト, Āderuhaito) (pseudonyme)
Voix japonaise : Yūichi Nakamura, voix française : Jean-Marco Montalto puis Nicolas Dussaut (redoublage) 
Le petit-fils de Wilhelm van Astrea, jeune Chevalier d'élite (avec Felix Argyle et Julius Juukulius) de la Garde Royale de Lugnica de dix-neuf ans succédant en tant que Maître Épéiste (équivalent diégétique d'un héros vivant) à sa défunte grand-mère Térésia et qui devint aisément ami avec Subaru Natsuki, dès leur première rencontre dans les ruelles de la capitale. Après avoir découvert que l'insigne d'Émilia réagissait à Felt, il devient son Chevalier attitré pour l'élection royale durant l'Assemblée des Candidates au trône.
Fondamentalement bienveillant et courtois en toute circonstance, il a une personnalité amicale et prévenante que certains perçoivent comme une « condescendance naturelle ». En qualité de Maître Épéiste, il est le détenteur légitime de l’Épée du Dragon Reid, épée magique bénie par le Dieu des Épées lui-même et ne se laissant dégaîner que pour les adversaires qu’il en juge dignes. Meilleur Chevalier par défaut de sa génération, adversaire hors catégorie pourvu d'une bénédiction et de compétences invraisemblables déjouant toutes les probabilités de ce monde, il peut faire montre d'une puissance surhumaine au combat : il est le Maître Épéiste le plus fort qui ait existé, surpassant ainsi le premier de leur lignée, et l'un des deux plus puissants personnages de sa diégèse.
Felix Argyle (フェリックス・アーガイル, Ferikkusu Āgairu) / Ferris (フェリス, Ferisu) (diminutif) / le « Bleu » (青, Ao) (titre)
Voix japonaise : Yui Horie, voix française : Nelly Rebibo puis Karl-line Heller (redoublage) 
Le Chevalier de Crusch, confrère thérianthrope cataire de dix-neuf ans de Reinhard et Julius au sein de la même caste.
Il se distingue par son apparence très efféminée, qui amène Subaru à le confondre de prime abord avec une fille, et sa frivolité (hors de son champ d'expertise) insolite pour un Chevalier. Sentimental envers sa maîtresse, il lui témoigne un attachement personnel — et d'occasionnelles familiarités romantiques — pouvant parfois obscurcir son jugement.
N'étant pas aussi bon combattant que ses confrères, il est surtout renommé (par sa bénédiction de l’Eau) pour être le meilleur guérisseur du royaume : raison pour laquelle Émilia sollicite officiellement ses services afin de soigner Subaru durant le retour à la capitale pour l'Assemblée des Candidates au trône.
Julius Juukulius (ユリウス・ユークリウス, Yuriusu Yūkuriusu) / le « Chevalier des Esprits » (精霊騎士, Seirei kishi) ; le « Meilleur Chevalier » (最優の騎士, Saiyū no kishi) ; le « Chevalier aux Esprits irisés » (虹精霊騎士, Niji seirei kishi) (autoproclamé ; surnoms) / « Juli » (ユーリ, Yūri) ; « Julius » (ジュリアス, Juriasu) (pseudonymes)
Voix japonaise : Takuya Eguchi, voix française : Alexandre Coadour puis Adrien Larmande (redoublage) 
Le Chevalier d'Anastasia, confrère de vingt-et-un ans de Reinhard et Felix au sein de la même caste.
Incarnation du Chevalier modèle, il est en toute circonstance tiré à quatre épingles (quitte à en devenir parfois maniéré) et accorde une importance rigide à l'étiquette. Son sens strict de la hiérarchie ainsi que sa déférence vis-à-vis de la noblesse, le poussent tendanciellement à remettre les importuns ou présomptueux à leur place.
Depuis leur première rencontre — et accrochage — durant l'Assemblée des Candidates au trône, il est perçu comme une espèce de « meilleur ennemi » par Subaru (qui le déteste cordialement, mais reconnaît tout de même sa force ainsi que ses qualités) : ce à quoi Julius, soucieux de tempérer les choses, ne lui tient pas rigueur par la suite.
Se désignant comme un Chevalier des Esprits, il a une prédisposition magique pour les invoquer (et, le cas échéant, se faire assister par eux en combat) et sait les reconnaître au premier regard, démontrant spontanément un immense respect pour l'« Esprit supérieur » Béatrice lorsqu'il la rencontre pour la première fois. S’il est techniquement reconnu en termes de puissance comme le second meilleur Chevalier de sa génération, derrière Reinhard, il en est considéré comme le meilleur pour ce qui est du code en lui-même.
Aldebaran (アルデバラン, Arudebaran) / Al (アル, Aru) (diminutif) / le « Type au Casque » (兜野郎, Kabuto yarō) (sobriquet)
Voix japonaise : Keiji Fujiwara (saison 1) ; Tomokazu Seki (à partir de la saison 2), voix française : Jean-Marco Montalto puis Jérémy Zylberberg (redoublage) 
Le Chevalier approximativement quadragénaire de Priscilla, seul des quatre à ne pas provenir de la Garde Royale de Lugnica, mais de la nation de sa maîtresse.
Plus mystérieux d'entre eux, il se distingue par sa carrure et sa musculature saillante, une tenue décontractée de chevalier errant ainsi que le heaume dissimulant sa tête quelle que soit la situation.
Transfuge comme Subaru, il fut invoqué de leur monde d'origine il y a de cela dix-huit ans.
Étant selon toute vraisemblance son compatriote, il traite Subaru amicalement et avec familiarité. Ordinairement raisonnable et compréhensif, mais intraitable sur son devoir (qui lui fait passer la sécurité de Priscilla avant tout le reste), il semble savoir beaucoup de choses et cultive une certaine énigme.

#### Supports des Candidates
Membres constituant l'entourage et les alliés de l'une des Candidates au trône, ils apportent à cette dernière tout leur soutien, qu'il soit symbolique (moral) ou concret (matériel).

##### Supports d'Émilia
Otto Suwen (オットー・スーウェン, Ottō Sūwen) / le « Ministre des Affaires internes » (武闘派内政官, Budōha naisei-kan) (titre)
Voix japonaise : Kouhei Amasaki, voix française : Catherine Collomb puis Alexandre Croo (redoublage) ,
Otto est un jeune marchand originaire de Picoutatte que Subaru a rencontré sur la route du domaine Mathers, après avoir quitté la capitale.
Assez craintif et victime de moqueries, il se révèle toutefois loyal (parfois même, avoir un rôle déterminant) envers ses amis : et ce, en dépit de la blague récurrente consistant à le voir ponctuellement traité en faire-valoir ou ignoré comme un personnage anecdotique.
Otto a une bénédiction lui permettant d'interagir télépathiquement avec tout être vivant inférieur, animal ou végétal, ce qui lui permet de solliciter leur aide au besoin ou d'anticiper les dangers, comme lorsque Subaru et lui étaient pourchassés par Pételgeuse.
Meili Portroute (メィリィ・ポートルート, Meiri Pōtorūto) / la « Dompteuse de Bêtes démoniaques » (魔獣使い, Majū tsukai) (surnom)
Voix japonaise : Eri Suzuki
Une jeune fille à natte bleue, initialement présentée comme une enfant du village d'Arlam.
Elle se révèle être en réalité une infiltrée de la même organisation d'assassins qu'Elsa Granhiert, formant avec elle une sororité symbolique et œuvrant officieusement au service de leur « Mère » qu'elle craint par-dessus tout. Elle est à l'origine de l'attaque des Bêtes démoniaques sur le village, puis le manoir de Roswaal : à la suite de l'échec de cette dernière mission, elle finit par rejoindre le camp d'Émilia afin de bénéficier de sa protection, craignant des représailles de son ancien groupe.
Elle a le pouvoir de dompter les Bêtes démoniaques : ce qui lui aura permis de survivre au milieu d’eux, ayant grandi seule dans la nature comme une enfant sauvage avant d’être récupérée par Elsa.
La maison Miload (ミロード家, Asutorea-ke)
Branche familiale de la maison Mathers, elle compte comme une alliée d’Émilia.
Annerose Miload (アンネローゼ・ミロード, Annerōse Mirōdo)
Voix japonaise : Kana Ichinose
Fillette de neuf ans parente de Roswaal L. Mathers, héritière orpheline de la maison Miload.
Elle accueille volontiers Émilia et ses alliés dans sa demeure à la suite de la victoire contre Elsa Granhiert et les Bêtes démoniaques de Meili Portroute.
Elle est par sa position ainsi que son attitude très mature pour son âge. Elle adore Émilia à un point qui frise le romantisme.
Clind (クリンド, Kurindo)
Un majordome à monocle de la maison Miload d’environ vingt ans en apparence.
Compétent dans ses fonctions et martialement, il est le maître d’armes qui a enseigné à Subaru des techniques de combat incluant l’usage de son fouet.
Pédophile particulier, ne donnant ses faveurs qu’aux filles authentiquement « immatures » (au-delà de l’apparence physique), il apparaît selon toute vraisemblance attiré par Petra. Il s’entend très mal avec son homologue Frederica Baumann.

##### Supports de Crusch Karsten
Wilhelm van Astrea (ヴィルヘルム・ヴァン・アストレア, Viruherumu van Asutorea) / Wilhelm Trias (ヴィルヘルム・トリアス, Viruherumu Toriasu) (nom de naissance) / la « Lame démoniaque » (剣鬼, Kenki) (surnom)
Voix japonaise : Ken'yū Horiuchi, voix française : Yann Pichon puis Philippe Roullier (redoublage) 
Le grand-père paternel de Reinhard et majordome de Crusch Karsten.
Il est un membre retraité de la Garde Royale, connu pour être l'un des meilleurs épéistes de Lugnica. Homme fier et fin observateur, il peut dire rien qu'en voyant Subaru que celui-ci a déjà expérimenté la mort. Il est entré dans la famille Astrea en devenant l’époux dévoué de Térésia van Astrea, précédente Maître Épéiste décédée.
Sa jeunesse est narrée dans les volumes méronymes de la série illustrée d’histoires annexes et l’adaptation en série dessinée dérivée.

##### Supports d'Anastasia Hōshin
Joshua Juukulius (ヨシュア・ユークリウス, Joshua Yūkuriusu)
Voix japonaise : Shōya Ishige (ja), voix française : Esteban Oertli
Le frère cadet adoptif (en fait, cousin) de Julius, envoyé au manoir de Roswaal comme émissaire diplomatique d'Anastasia Hōshin pour une invitation formelle à la Ville des Écluses Priestella.
Ressemblant physiquement à une version plus jeune à monocle de son aîné, il a toutefois une personnalité différente (plus esthète et étriquée) et n'est pas un combattant, exerçant pour leur camp un rôle protocolaire. Il est si idolâtre envers Julius qu'il peut en devenir embarrassant.
Les Crocs d'acier (鉄の牙, Tetsu no kiba)
Armée privée d'Anastasia Hōshin constituée de troupes de mercenaires thérianthropiques. Exception faite de leur capitaine, ils sont tous reconnaissables au manteau à capuche blanc à brodures dorées anonymisant leurs membres et coupé pour des Semi-humains.
Ricardo Welkin (リカード・ウェルキン, Rikādo Werukin) / le « Chien de Chasse » (猟犬, Ryōken) (surnom)
Voix japonaise : Kenji Nomura, voix française : Antoine Tomé puis Julien Rampon (redoublage) 
Le capitaine des Crocs d'acier, partisan du camp d'Anastasia Hōshin.
Semi-humain thérianthrope quasi-quadragénaire dépassant les deux mètres et à l'apparence lupine (se définissant comme un Kobold), ils font office avec leur « maîtresse » de parents de substitution pour les triplés Pearlbaton.
Expert en combat, il a néanmoins la fâcheuse habitude de foncer directement dans la bataille, ce qui amène Hetarō à devoir donner les ordres à sa place la plupart du temps.
Mimi Pearlbaton (ミミ・パールバトン, Mimi Pārubaton) / « Mimi la Magnifique » (ゴージャス・ミミ, Gōjasu/Gorgeous Mimi) (pseudonyme)
Voix japonaise : Yukiyo Fujii, voix française : Lucille Boudonnat puis Clara Soares (redoublage) 
Une des vice-capitaines des Crocs d'acier, partisane du camp d'Anastasia Hōshin.
Aînée de sa fratrie de triplés Semi-humains cataires de quatorze ans, elle est la sœur d'Hetarō et Tivey. Selon elle vraisemblablement abandonnée par leurs parents, leur portée aura été recueillie par un vieil homme, puis leur « maîtresse » et Ricardo Welkin.
Mage maîtrisant les magies d’eau et de terre, très spontanée, joyeuse et enfantine, causant ainsi des problèmes à ses deux frères et négligeant souvent le commandement des troupes, elle a l’habitude de sauter littéralement au visage des gens qu’elle aime bien. La bénédiction de la Tripartie connectant en permanence sa fratrie, leur permet également à tous trois de percevoir en temps réel l’état des deux autres et ce, quelle que soit la distance les séparant. Elle s'attache rapidement à Garfiel Tinsel et assume explicitement des sentiments pour lui, suivant les conseils insolites d'Anastasia en matière d’homme.
Hetarō Pearlbaton (ヘータロー・パールバトン, Hētarō Pārubaton)
Voix japonaise : Megumi Han, voix française : Lucille Boudonnat puis Estelle Darazi (redoublage) 
Un des vice-capitaines des Crocs d'acier, partisan du camp d'Anastasia Hōshin.
Cadet de sa fratrie de triplés Semi-humains cataires de quatorze ans, il est le frère de Mimi et Tivey.
Mage maîtrisant la magie d’eau, plus calme et prudent que sa sœur, cela ne l'empêche pas de la laisser faire ce qu'elle veut, d'où le comportement enfantin de celle-ci. Dans la pratique, il commande souvent les troupes à la place de Ricardo lorsqu'il s'est déjà jeté dans les combats.
Tivey Pearlbaton (ティビー・パールバトン, Tibī Pārubaton)
Voix japonaise : Hiroki Shimowada, voix française : Frédérique Marlot puis Thomas Sagols (redoublage) 
Un des vice-capitaines des Crocs d'acier, trésorier et partisan du camp d'Anastasia Hōshin.
Benjamin de sa fratrie de triplés Semi-humains cataires de quatorze ans, il est le frère de Mimi et Hetarō.
Mage maîtrisant la magie de feu, porteur d'un monocle (comme Joshua) et plus sérieux que ses aînés, il préfère rester à lire des ouvrages pour enrichir ses connaissances.

##### Supports de Priscilla Barielle
Schult (シュルト, Shuruto)
Voix japonaise : Maki Kawase (ja)
Un Humain de onze ans, très jeune majordome et fidèle serviteur proche de Priscilla Barielle.
Heinkel Astrea (ハインケル・アストレア, Hainkeru Asutorea) / « Heinkel le Tire-au-flanc » (無駄飯喰らいハインケル, Mudameshi-gurai Hainkeru) (surnom)
Voix japonaise : Kenjirō Tsuda (ja), voix française : Jean-François Vlérick
Le père de Reinhard et fils de Wilhelm, de trente-neuf ans à son apparition (à Priestella), devenu partisan de Priscilla Barielle pour un motif très personnel.
Chef de famille de la maison Astrea et vice-commandant (seulement théorique) des Chevaliers de la Garde Royale de Lugnica, il cultive de mauvaises habitudes de voyou, a des méthodes immorales et est tristement connu comme un tire-au-flanc notoire doublé d'un alcoolique. Il a une relation dysfonctionnelle à la fois avec son fils et son propre père.
Originellement bon et honnête malgré son absence de talents, il aurait mal tourné après qu’un malheur a frappé sa bien-aimée femme.
Yae Tenzen (ヤエ・テンゼン) / la « Fleur de cerisier Écarlate » (紅桜, Benisakura) (surnom)
Grand chambellan de Priscilla Barielle.
Révélée tardivement dans l’histoire principale, elle est de formation un assassin de l’Empire de Vollachia.

##### Supports de Felt
Valga Cromwell (バルガ・クロムウェル, Baruga Kuromuweru) / « (Le vieux) Rom » (ロム（爺）, Romu[-ji]) (pseudonyme) / le « Grand Stratège » (大参謀, Daisanbō) ; le « Conseiller » (相談役, Sōdan’yaku) (surnoms)
Voix japonaise : Mugihito, voix française : Antoine Tomé puis Paul Borne (redoublage) ,
Géant vivant dans le quartier pauvre de la capitale royale, il est le tuteur de longue date de Felt.
Il gère concrètement une taverne, qui sert aussi officieusement d'entrepôt de recel : il a ainsi de l'expertise pour juger de la valeur monétaire des objets volés atterrissant entre ses mains. Malgré son âge avancé, il reste un colosse de 2,20 m qui défend sa demeure des importuns avec sa grande force de frappe et son énorme gourdin.
Sorte de grand-père spirituel pour Felt, qui le voit comme sa seule famille et à qui il est lui-même très attaché, il ne se laisse refroidir par aucun risque pour la sauver s'il la considère en danger, notamment après que la jeune fille a été emmenée par Reinhard van Astrea à la suite de l'attaque de sa taverne par l'assassin Elsa. Ne sachant pas ce qu'il advient d'elle, il remonte sa piste et frôle de peu une exécution immédiate en organisant seul une tentative d'évasion en plein milieu de l'Assemblée des Candidates au trône, la pensant retenue contre son gré : d'abord opposée à sa propre candidature, c'est à fin de lui sauver la vie de cette méprise que Felt revient sur sa décision et devient officiellement la cinquième Candidate (que l'ancêtre soutient par défaut).
Les voyous (チンピラたち, Chinpira-tachi)
Trio de vauriens des ruelles de la Capitale Royale de Lugnica. Antagonistes mineurs des boucles temporelles de l'insigne volé revus au retour à la capitale, ils sont enrôlés par Felt dans l'année qui suit l'officialisation de sa candidature au trône : ils sont alors entraînés par Reinhard van Astrea.
Gaston (ガストン, Gasuton) / Ton (トン) (diminutif)
Voix japonaise : Itaru Yamamoto (ja), voix française : Christophe Seugnet puis Jérémy Zylberberg (redoublage) ,
Humain vingtenaire imposant, l'aînée de sa bande.
Il a tendu la main à Chin en le rencontrant avec Kan dans une ruelle.
D'une personnalité rude, il conserve sa mentalité de voyou malgré une vie plus respectable dans le camp de Felt, réprimandant souvent son Chevalier.
Rachins Hoffman (ラチンス・ホフマン, Rachinsu Hofuman) / Chin (チン) (diminutif)
Voix japonaise : Genki Muro (ja), voix française : Antoine Tomé puis Clément Krakovinsky (redoublage) ,
Humain vingtenaire à petits yeux, le plus jeune de sa bande.
Ancien noble de la maison Hoffman né d'une mère non nommée, il a quitté sa famille et son milieu pour des raisons indéterminées.
D'une personnalité impulsive et bagarreuse, il est le plus provocateur des trois.
Camberley (カンバリー, Canbarī) / Kan (カン) (diminutif)
Voix japonaise : Daiki Yamashita, voix française : Jean-Marco Montalto puis Jean-Rémi Tichit (redoublage) ,
Nain vingtenaire, le plus gringalet de sa bande.
Il a convaincu Ton d'enrôler Chin à leur rencontre.
D'une personnalité effrontée, il semble être le cerveau de son groupe.
Ezzo Cadner (エッゾ・カドナー, Ezzo Kadonā) / le « Gris » (灰色, Haiiro) (surnom)
Mage Nain dans la demi-vingtaine, stratège et précepteur personnel de Felt.
Il compte parmi les magiciens les plus avancés à Lugnica.
Érudit bien que logique, pragmatique et confiant en ses capacités, il est néanmoins aussi une âme charitable désireuse d’instruire les plus défavorisés et soucieuse de punir (même à son propre détriment) les injustices, qu’il a en horreur.

### Culte de la Sorcière
Clergé de fanatiques, respectivement regroupés autour (de la Sorcière) du Péché dont ils dédient leur culte et se reconnaissant entre eux par la possession d'une copie personnelle de l'« Évangile », leur livre saint. Leurs membres se nomment mutuellement « Apôtres » et leurs meneurs, les Évêques du Péché, servent de réceptacles aux « Autorités » des Sorcières du Péché. Il se divisait déjà à ses débuts en interne entre deux camps : la « Faction Modérée » et la « Faction Radicale ». Considéré comme criminel et dangereux pour de ponctuelles exactions (passées comme présentes), ce culte est mal vu voire craint de la grande partie des habitants, et traqué par les autorités qui se montreraient capables et désireuses de lui tenir tête.

#### Évêques du Péché actuels
Les Évêques du Péché en place à l'apparition de Subaru Natsuki.

##### Paresse
Pételgeuse Romanée-Conti (ペテルギウス・ロマネコンティ, Peterugiusu Romanekonti) / Geuse (ジュース, Jūsu) (diminutif)
Voix japonaise : Yoshitsugu Matsuoka, voix française : Jean-Pierre Leblan puis Martial Le Minoux (redoublage) 
Le premier Évêque du Péché introduit dans l'histoire, meneur de la « Faction Modérée ».
Son Autorité de la Paresse lui permet de créer puis manipuler des « Mains invisibles », que seul Subaru peut apercevoir. Il semble aussi pouvoir se réincarner dans d'autres corps, voire prendre possession du corps de Subaru.
D'un fanatisme exacerbé, psychologiquement instable et imprévisible, sa gestuelle est désarticulée et il a la pulsion morbide de se mutiler durant ses crises de folie aiguë, parfois accompagnées de saignements d'yeux.
Les Phalanges (指先, Yubisaki)
Voix japonaise : Yōko Hikasa (folle) ; Hisako Kanemoto (folle aux cheveux courts) ; Nobuo Tobita (ja) (fou d’âge mûr)
Les dix plus proches Apôtres de Pételgeuse Romanée-Conti.
Leur meneur partageant avec eux son Autorité de la Paresse, ils lui servent de seconds, chefs d'équipe et hôtes dans lesquels se réincarner au besoin.
Déjà à ses côtés il y a un siècle, ils le suivent et se laissent volontairement posséder par confiance et loyauté.

##### Avarice
Regulus Corneas (レグルス・コルニアス, Regurusu Koruniasu)
Voix japonaise : Akira Ishida, voix française : Jérémy Prévost,
Un des seconds Évêques du Péché (avec Lay Batenkaitos) introduits dans l'histoire, meneur de la « Faction Radicale » attaquant le convoi de Crusch et Rem au retour de l'extermination de la Baleine Blanche.
Avec son Autorité de l'Avarice il peut, en arrêtant ses battements de cœur, figer le temps pour lui-même ainsi que tout ce qu'il touche : lui seul peut interférer dans ce temps suspendu, donnant presque l'illusion de se déplacer instantanément pour ceux extérieurs à son effet, et il dégage une force prodigieuse détruisant toute matière quelle que soit sa dureté. Son pouvoir en fait le plus fort des Évêques du Péché.
Suave par ses manières et égocentrique, il clame ne pas aimer se battre et semble accorder une grande importance aux bienséances, mais se sent outragé s'il est interrompu et réagit à la moindre frustration par des accès de violence démesurés (quitte à tenter par contrariété de tuer délibérément une Sorcière qui l'accompagne) : parlant souvent de ses propres « droits » en tant qu'individu, il a en réalité une nature sociopathique d'enfant tyran capricieux qui impose son égoïsme aux autres en s'en justifiant.
Les Épouses (妻, Tsuma)
Voix japonaise : Saeko Ōki (ja) (Épouse de Regulus [épisode 56]) ; Akari Tadano (ja), Haruka Aikawa (ja), Rika Abe (ja), Mei Shibata (ja), Sae Hiratsuka (ja) et Nao Ojika (ja) (jeune mariée [épisode 62])
De jeunes vierges dociles au visage inexpressif « prises » comme épouses par Regulus Corneas.
En réalité captives du « Petit Roi » et vivant dans la terreur, elles ont toutes la même histoire : celle de filles de village choisies malgré elles et emmenées sous contrainte par l’Évêque du Péché, qui a massacré leurs familles, proches et autres villageois (même inconnus) sous leurs yeux pour éradiquer leurs anciennes attaches.
Rebaptisées par un numéro et désindividualisées autant que possible par Regulus, elles furent selon lui 291 en tout et pour tout : seules 53 d’entre elles sont encore en vie à leur apparition, les 238 autres n’ayant pas survécu à ses caprices ou humeurs.
« Numéro 184 » (百八十四番, Hyaku hachi jū shi-ban) (nom d’Épouse) / Sylphy (シルフィ, Shirufi) (identité réelle)
Voix japonaise : Aoi Koga, voix française : Solenn Vollet
L’Épouse chargée de prendre soin en personne de la « future Numéro 79 » durant sa captivité auprès d’eux (Bataille de Priestella).
Sauvée de justesse des humeurs de Regulus par cette dernière, qui refuse aussi bien de devenir l’une d’entre elles que de les abandonner à leur sort, elle trahit malgré sa peur et un renoncement apparent des signes de « désir de rébellion » dans leur intimité.

##### Gourmandise
Lay Batenkaitos (ライ・バテンカイトス, Rai Batenkaitosu) / le « Gourmet » (美食家, Bishokuka) (surnom)
Voix japonaise : Kengo Kawanishi, voix française : Hervé Grull,
Un des seconds Évêques du Péché (avec Regulus Corneas) introduits dans l'histoire, attaquant le convoi de Crusch et Rem au retour de l'extermination de la Baleine Blanche.
Son Autorité de la Gourmandise lui permet de dévorer le nom ainsi que la mémoire des gens, lui permettant de se servir de leurs capacités et souvenirs : ceux dont le nom a été dévoré voient leur existence rayée du monde, comme s'ils n'avaient jamais existé aux yeux des autres (y compris leur famille et leurs proches) ; ceux dont la mémoire a été dévorée deviennent amnésiques et perdent toutes leurs singularités ; et enfin, ceux se faisant dévorer les deux à la fois deviennent une carapace vide et immuable, biologiquement en stase. Comme pour le Brouillard de l'Effacement de la Baleine Blanche, Subaru paraît être l'unique personne hermétique à ses effets.
Il a des dents acérées, une constitution famélique et semble tourmenté par une faim insatiable.
Roy Alphard (ロイ・アルファルド, Roi Arufarudo) / la « Malbouffe » (悪食, Akujiki) (surnom)
Voix japonaise : Kengo Kawanishi, voix française : Alan Aubert-Carlin
Un des Évêques du Péché de la Gourmandise, frère cadet de Lay Batenkaitos et premier de sa fratrie croisé par Subaru (qui le confond avec son aîné) dans la Ville des Écluses Priestella.
Il possède le même pouvoir que sa fratrie mais est, selon Lay, de nature vorace et peu regardant sur ce qu’il ingurgite.
Rui Arneb (ルイ・アルネブ, Rui Arunebu) / la « Satiété » (飽食, Hōshoku) (surnom)
Une des Évêques du Péché de la Gourmandise, sœur benjamine des Batenkaitos apparue à la fin des combats de la Bataille de Priestella.
Elle possède le même pouvoir que sa fratrie mais privilégie, contrairement à ses frères, la « convivialité » pour apprécier pleinement un repas.

##### Colère
Sirius (シリウス, Shiriusu) / « Sirius Romanée-Conti » (シリウス・ロマネコンティ, Shiriusu Romanekonti) (autoproclamée)
Voix japonaise : Chika Anzai, voix française : Julie Mouchel
Première des Évêques du Péché apparus à Subaru dans la Ville des Écluses Priestella.
Avec son Autorité de la Colère, elle peut transmettre ses propres émotions aux autres ou interconnecter les leurs, les influençant mentalement ou les rendant fous : si quiconque (elle compris) meurt dans sa zone d'action, toutes les autres personnes incluses subissent instantanément le même sort.
Visiblement défigurée sur tout le corps, elle est — hormis quelques longues mèches dépassantes — recouverte de pied en cap de bandages, toutefois certains indices dans ses traits raciaux (yeux, cheveux et forme des oreilles) laissent à penser qu'elle pourrait être une congénère d'Émilia. Folle à lier hystérique obsédée par sa conception de l'« amour », elle est pathologiquement (et unilatéralement) éprise de feu son homologue Pételgeuse, dont elle s'est proclamée l'« épouse » en usurpant à titre posthume son nom de famille pour nourrir son délire : à cet égard, elle éprouve par confusion une jalousie meurtrière la poussant aux insanités contre toutes celles qui partageraient les traits de la femme véritablement objet de son affection. Elle a également la manie verbale de se répandre excessivement en excuses ou remerciements pour la moindre raison.

##### Luxure
Capella Emerada Lugnica (カペラ・エメラダ・ルグニカ, Kapera Emerada Rugunica) / « Mère » (母, Haha) ; « Maman » (ママ, Mama) (par ses Enfants)
Voix japonaise : Aoi Yūki (régulière) ; variées (selon le personnage imité), voix française : Isabelle Volpe
Une des Évêques du Péché apparus dans la Ville des Écluses Priestella.
Son Autorité de la Luxure la rend polymorphe, ce qui lui permet ainsi de changer d'apparence et se régénérer, en rendant immédiatement son intégrité à toute partie (même vitale) de son corps endommagée : mais aussi, d'infliger des transformations tératogéniques à ses victimes en les infectant avec la malédiction singulière de son sang — qui serait mélangé à du « Sang de Dragon » : elle se constitue par ce même procédé une armée de minions. Elle a également à son service des « Enfants », des individus disséminés à travers le monde et soumis (essentiellement par la peur) à la volonté de leur « Mère » autoproclamée.
D'une cruauté sadique, elle a une personnalité outrancièrement provocante et ordurière : aussi contradictoire que ses homologues, elle prétend selon son raisonnement tordu vouloir « se faire aimer » tout en inspirant effroi, haine ou dégoût par ses actes.

#### Anciens Évêques du Péché
Des Évêques du Péché disparus antérieurement à l'apparition de Subaru Natsuki.

##### Orgueil
Stride Vollachia (ストライド・ヴォラキア, Sutoraido Vorakia)
Un Évêque du Péché disparu pratiquement quatre décennies avant l'invocation de Subaru.
Il mourut à Picoutatte au cours de l’Extermination du Dragon Maléfique par ledit dragon, Valgren : dévoré en échouant à le soumettre, son âme parvint cependant à le posséder jusqu'à l'arrivée du Dragon Divin Volcanica, qui l'élimina assez rapidement.
Noble et Candidat au trône impérial de Vollachia en son temps, il se fit ennemi mortel de la Lame démoniaque en enlevant la Maître Épéiste de l'époque. Le statut de son Autorité de l'Orgueil, qu'il possédait vraisemblablement en lui, demeure inconnu.

#### Apôtres
Ketty Muttart (ケティ・ムッタート, Keti Muttāto)
Voix japonaise : Hiroshi Yanaka
Marchand et partisan du Culte de la Sorcière.
Il a aidé les membres du Culte à s'introduire dans le village d'Arlam : il sera néanmoins démasqué et mis hors d'état de nuire dans la dernière boucle temporelle de la troisième partie de l'histoire.

### Sorcières du Péché
Groupe de sorcières tristement connues de tous, les Sorcières du Péché (大罪の魔女, Taizai no majo) auraient été vaincues quatre siècles avant l'arrivée de Subaru Natsuki dans ce monde, à l’époque de la Grande Calamité (大災厄, Daisaiyaku). L'impact qu'elles y ont laissé est toutefois assez marquant et durable (plus spécifiquement en ce qui concerne Satela, la Sorcière de l'Envie) pour traverser les générations : elles suscitent au choix l'effroi, la haine ou la superstition collective, ne serait-ce que par la simple évocation de leur nom.

#### Principales
Chacune d'elles a pour attribut commun un péché capital.
Satela (サテラ, Satera) / la « Sorcière » (魔女, Majo) (surnom)
Voix japonaise : Rie Takahashi, voix française : Emma Darmon puis Lou Viguier (redoublage) 
La Sorcière de l'Envie (嫉妬の魔女, Shitto no Majo).
À l'origine du pouvoir de « Mort réversible » de Subaru Natsuki, Satela est une Semi-elfe aux longs cheveux argentés et aux yeux violet-bleu, comme Émilia (qui par leur ressemblance se voit, à son grand dam, souvent comparée ou confondue avec elle).
Il y a quatre siècles, en voulant absorber des gènes de Sorcière s'avérant incompatibles, Satela fut à l’origine de la Grande Calamité qui détruisit presque le monde entier, provoquant également la mort des six autres Sorcières du Péché, et aboutit à la création de sa deuxième personnalité, la Sorcière de l'Envie. Comme Satela ne pouvait être tuée, elle fut finalement scellée dans un tombeau gardé par les sages.
Echidna (エキドナ, Ekidona)
Voix japonaise : Māya Sakamoto, voix française : Caroline Pascal
La Sorcière de l’Avarice (強欲の魔女, Gōyoku no Majo).
Dans sa forme originelle, Echidna possède de longs cheveux blancs et est vêtue d’une robe noire, même couleur que ses yeux.
D'une personnalité trouble, Echidna est assez malfaisante et ne comprend pas les sentiments qu’éprouvent les gens. Elle n'a aucun scrupule à user de mensonges pour satisfaire sa soif de connaissances.
Omega (オメガ) / la « Sorcière » (魔女, Majo) (surnom)
La forme d’Echidna réincarnée en Lewes Cima.
Minerva (ミネルヴァ, Mineruva)
Voix japonaise : Mikako Komatsu, voix française : Leslie Lipkins
La Sorcière de la Colère (憤怒の魔女, Fundo no Majo).
Minerva a l’apparence d’une jeune fille blonde aux yeux bleus et à forte poitrine, habillée de vêtements blancs.
D'une personnalité aussi extravertie qu'explosive, perpétuellement enragée qu'elle est envers le monde entier, elle ne prête attention qu’à ce qui se trouve sous ses yeux et n’aime pas les conflits. Sa faculté permettant de soigner les gens implique de devoir les heurter avec une partie de son propre corps, avec pour conséquence à chaque fois le déclenchement d’une catastrophe quelque part dans le monde.
Sekhmet (セクメト, Sekumeto)
Voix japonaise : Mai Nakahara
La Sorcière de la Paresse (怠惰の魔女, Taida no Majo).
Sekhmet est une femme aux longs cheveux violets et à la peau très légèrement bleuâtre, vêtue d’une robe de clerc noire.
Fidèle à son surnom, elle est paresseuse au point de rester généralement allongée sur le sol, et de trouver pénible jusqu'au fait même de devoir respirer : néanmoins, lorsqu'elle s'en donne la peine, elle peut faire montre d'une réactivité et d'une vitesse surhumaines donnant presque l'illusion d'une téléportation. Par cette personnalité, elle inspire une ambiance relativement lugubre.
Daphné (ダフネ, Dafune)
Voix japonaise : Nao Tōyama, voix française : Stéphanie Le Touzic
La Sorcière de la Gourmandise (暴食の魔女, Bōshoku no Majo).
Daphné a l’apparence d’une jeune fille (physiquement, la plus jeune après Typhon) à couettes grises et à la dentition acérée. Elle est inhibée avec un bandeau sur les yeux et des entraves qui l'enchaînent à un cercueil mobile, dans lequel elle passe la plupart du temps à dormir confinée.
Créatrice des Trois Grandes Bêtes Démoniaques, elle se fiche toutefois de savoir si des gens meurent à cause d’elles, stipulant selon une logique naturelle que « ceux qui tentent de manger les autres devraient se méfier d’être mangés à leur tour ».
Typhon (テュフォン, Tyufon)
Voix japonaise : Misaki Kuno, voix française : Rune Carmes
La Sorcière de l’Orgueil (傲慢の魔女, Gouman no Majo).
Typhon est en apparence la plus jeune de ses consœurs : une petite fille aux cheveux vert foncé ornés d'une couronne de fleurs, aux yeux rouges et à la peau mate, vêtue d’une robe bleu et blanc.
Elle a le pouvoir de démembrer ou briser — d'un simple contact — une personne si elle pense que celle-ci se sent coupable de quelque chose : troublée par les concepts de bien et de mal, elle demande donc aux gens s’ils ont commis des péchés et, le cas échéant, les châtie.
Carmilla (カーミラ, Kāmira)
Voix japonaise : Manaka Iwami (ja), voix française : Olivia Masseron
La Sorcière de la Luxure (色欲の魔女, Shikiyoku no Majo).
Carmilla est une jeune fille aux cheveux rose pâle, vêtue d’un manteau blanc et emmitouflée dans une longue écharpe verte.
Elle est d'une timidité maladive et n’a pas confiance en elle. Malgré cette personnalité, elle peut se faire passer — avec la « Mariée sans visage » — pour l'être le plus désiré par quelqu'un ou, pire, captiver au point de faire perdre tout instinct de conservation (jusqu'au réflexe de respiration).

#### Secondaires
Chacun d'eux a pour attribut commun un péché archaïque.
Pandora (パンドラ)
Voix japonaise : Rie Kugimiya
La Sorcière de la Vanité (虚飾の魔女, Kyoshoku no Majo).
Pandora a l'apparence intemporelle d'une petite fille à l'âge physiquement inestimable, aux longs cheveux platine ainsi qu’aux yeux bleu foncé, et exprime une personnalité lunaire.
Son existence est censée être secrète : parler d’elle est tabou pour les membres du Culte de la Sorcière, ce qui lui permet d'agir dans leur sillage à l'insu de tous.
Rencontrée un siècle avant le début de l'intrigue par Émilia (qui s'en rappelle par l'Épreuve du Sanctuaire), elle accompagnait — mais congédia — Regulus Corneas durant l'attaque du village d'Elior par le Culte : elle inspirait à sa mère adoptive une haine personnelle intense en rapport avec ses véritables parents.
Elle peut réécrire la réalité en annulant des événements, comme sa propre mort, et modifier les souvenirs ou brouiller l'esprit par des illusions.
Hector (ヘクトール, Hekutōru)
Voix japonaise : Junichi Suwabe
Le Sorcier de la Mélancolie (憂鬱の魔人, Yūutsu no Majin).
Unique homme actuellement connu au sein des Sorcières du Péché, en apparence vingtenaire, Hector avait des cheveux brun foncé ainsi qu’un visage bien proportionné, mais blafard duquel se dégageait une profonde tristesse, et manifestait une attitude aussi pessimiste que plaintive.
Lors des événements précipitant la création du Sanctuaire, il était en chemin pour attenter à la vie de la Sorcière de l'Avarice (Echidna) et affronta en conséquence le premier Roswaal, qui — pourtant déjà à son plus haut niveau de magie — en garda des séquelles permanentes : son propre sort quant à lui demeure inconnu.
Il pouvait blesser physiquement un adversaire en lui faisant subir une pression intense.

### Lugnica
Le Royaume-Dragon de Lugnica (親竜王国ルグニカ, Shinryū ōkoku Rugunika), plus couramment Royaume de Lugnica (ルグニカ王国, Rugunika Ōkoku), est la nation dans laquelle apparaît Subaru Natsuki à son invocation dans cet autre monde. Malgré une période de paix relative, elle est fragilisée par la disparition de la famille régnante et divers autres problèmes internes : elle est donc gérée en affaires courantes par un Conseil des Sages en attente d'élire la future souveraine parmi cinq Candidates éligibles au trône.

#### Capitale Royale de Lugnica
La capitale monarchique homonyme de Lugnica (（王都）ルグニカ, [Ōto] Rugunika) est le lieu où Subaru Natsuki apparaît à son invocation, et fait ses premières rencontres.
Kadomon Risch (カドモン・リッシュ, Kadomon Risshu)
Voix japonaise : Kenta Miyake
Un vendeur de fruits installé dans le quartier marchand de la capitale royale, l'un des premiers individus rencontrés par Subaru à son arrivée dans ce monde.
Devenant l'une de ses premières connaissances, il lui rend visite (en achetant parfois des « pammes » et autres fruits locaux) aux occasions de passer par la capitale. Son étal sert à plusieurs reprises de « point de sauvegarde » lors des boucles temporelles.
Kadomon est un vendeur musclé et bien bâti, possédant des cicatrices sur le visage et souvent vu avec une brindille à la bouche. Il est devenu une bonne connaissance du garçon depuis que la Semi-elfe au bon cœur a aidée (avec puis sans Subaru) sa fille dans les premières boucles.
Raksha Risch (ラクシャ・リッシュ, Rakusha Risshu)
Voix japonaise : Hibiku Yamamura (ja)
La femme du marchand Kadomon.
Séparée de leur fille dans les premières boucles temporelles, elle est retrouvée par Émilia (avec puis sans Subaru) qui s'était souciée de Plum.
Plum Risch (プラム・リッシュ, Puramu Risshu)
Voix japonaise : Aimi Tanaka (ja)
La fille du marchand Kadomon.
Enfant perdue et effrayée rencontrée dans les premières boucles temporelles, elle fut prise en charge par Émilia (avec puis sans Subaru) jusqu'à la réunion avec sa mère.
Miklotov McMahon (マイクロトフ・マクマホン, Maikurotofu Makumahon)
Voix japonaise : Motomu Kiyokawa (ja)
Vieille homme à longue barbe d’environ septante-quatre ans de la maison McMahon, représentant le Conseil des Sages et dirigeant temporairement de fait le Royaume de Lugnica à l’arrivée de Subaru.
Apparaissant avec ses homologues durant l’Assemblée des Candidates au trône à la capitale royale, il y révise (grâce à l’incident causé par son insolite « Chevalier » auto-proclamé) son jugement antérieur à l’encontre de la Candidate « Semi-démone » Émilia, ne la percevant dès lors plus comme une menace latente pour le royaume.
Il démontre fortuitement calme et intelligence.

#### Capitale des Eaux Priestella
La Ville des Écluses Priestella (水門都市プリステラ, Suimon toshi Purisutera), aussi surnommée la Capitale des Eaux (水の都, Mizu no miyako), est l’une des Cinq Grandes Cités de Lugnica et la plus occidentale, située près de la frontière avec Kararagi. Ville fortifiée traversée par les eaux et insolite, structurée comme une cuve avec un système d’écluses et dirigée par un Conseil des Dix, sa fondation remonte d’après son histoire à un « piège » conçu pour engloutir l’une des Sorcières du Péché (Typhon).
Liliana Masquerade (リリアナ・マスカレード, Ririana Masukarēdo) / la « Diva » (歌姫, Utahime) (surnom)
Voix japonaise : Aya Yamane (ja), voix française : Valérie Bachère
Une petite barde errante de vingt-deux ans rencontrée par Subaru Natsuki et son entourage à la Capitale des Eaux Priestella, peu avant l’attaque de la ville par le Culte de la Sorcière.
Possédant un pouvoir télépathique lui permettant d’entrer par sa musique en empathie avec son auditoire, elle se révèle avoir un rôle vital pour préserver les habitants durant la Bataille de Priestella, puisque toute désignée pour accompagner Priscilla Barielle et contrer l’Autorité de la Colère de Sirius.
Excentrique, surexcitée (à s’en mordre régulièrement la langue par accident) et passionnée par sa vocation, elle attend le moindre prétexte pour jouer de sa « Lyulyre » et chanter. Fille aînée d’un couple de troubadours anonymes, elle a fugué très tôt de leur insignifiante troupe itinérante pour petits villages afin de vivre son rêve de devenir une barde célèbre, uniquement portée par des voyages sans attaches et pouvant se produire dans les villes importantes, inspirée par les récits mémorables qu’elle transmet avec son talent lyrique. À l’instar de l’Esprit Béatrice, elle ne fait pas son âge avec ses corps et personnalité de fillette.
Kiritaka Muse (キリタカ・ミューズ, Kiritaka Myūzu) / le « Fol Amant de la Diva » (歌姫に心を奪われた男, Utahime ni kokoro wo ubawareta otoko) ; le « Fou de la Diva » (歌姫狂い, Utahime kurui) (sobriquets)
Voix japonaise : Kōtarō Nishiyama (ja), voix française : Julien Rampon
Le dirigeant de la Compagnie Muse, membre du Conseil des Dix de Priestella où il est établi.
Homme d’affaires dans la demi-vingtaine et personne influente de la Cité des Eaux, il est en possession de précieux exemplaires de cristaux pouvant remplacer celui d’Émilia servant à invoquer Pack, mais irrémédiablement endommagé depuis l’Épreuve du Sanctuaire. En qualité de co-dirigeant de sa ville, il devient une cible potentielle du Culte durant la Bataille de Priestella.
Il est connu auprès de ses concitoyens pour être un admirateur fanatique et amoureux fou de la Diva Liliana Masquerade, qui occupe ses pensées et jouit — bon gré mal gré — de toutes ses faveurs.
Les Écailles du Dragon Blanc (白竜の鱗, Hakuryū (ja) no uroko)
Milice privée de la Compagnie Muse constituée de mercenaires professionnels humains formés au combat au corps à corps. Analogues aux Crocs d’Acier pour la Compagnie Hōshin, ils sont reconnaissables au manteau à capuche blanc et gris anonymisant leurs membres et forment la garde personnelle de Kiritaka Muse.
Œuvrant en soutien de la ville sur ordre de leur patron durant la Bataille de Priestella, ils retiennent Sirius à sa demande pour couvrir le retrait d’Anastasia Hōshin et de leurs blessés. Ils combattent ensuite Lay Batenkaitos dans le seul groupe improvisé comptant Felt, Gaston puis Otto Suwen (incidemment) et Béatrice.
Dynas (ダイナス, Dainasu) / Dynas Trussardi (ダイナス・トラサルディ, Dainasu Torasarudi) (adaptation animée)
Voix japonaise : Reigo Yamaguchi (ja)
Le capitaine des Écailles du Dragon Blanc.
Affrontant l’Évêque du Péché de la Gourmandise avec ses hommes et leurs alliés durant la Bataille de Priestella, il est le seul de son groupe à réchapper à son Autorité de la Gourmandise à l’issue des combats.
Son expérience du phénomène trahit toutefois un lien passé avec Meili Portroute et une certaine Milian, semblant se sentir coupable de n’avoir pas pu les « sauver » de quelque chose.
Asta (アスタ, Asuta), Rookfelt (ルックフェルト, Rukkuferuto), Hicks Hartmann (ヒックス・ハルトマン, Hikkusu Harutoman), Bennett Mossa (ベネット・モッサ, Benetto Mossa), Calshifs Finrell (カルシフス・フィンレル, Karushifusu Finreru) et August Burren (アウグスト・バレン, Augusuto Baren)
Voix japonaise : Kō Bonkobara (ja) (Hicks) ; Shōhei Kajikawa (ja) (Bennett) ; Keisuke Hamaoka (ja) (Calshifs) ; Shōta Yamamoto (ja) (August)
Les Écailles du Dragon Blanc combattant Lay Batenkaitos avec leur capitaine aux côtés de leurs alliés de circonstance durant la Bataille de Priestella.
Ils sont tous victimes de son Autorité de la Gourmandise à l’issue des combats.
Les deux premiers (Asta et Rookfelt) sont exclusifs au roman en ligne original.
Reala Thompson (リアラ・トンプソン, Riara Tonpuson) (nom d’épouse) / Reshia Tinsel (リーシア・ティンゼル, Rīshia Tinzeru) (nom de jeune fille)
Voix japonaise : Aya Endō
La mère humaine de Garfiel Tinsel et Frederica Baumann portée disparue, à son apparition mère de la famille Thompson installée à Priestella.
Présumée morte dans un glissement de terrain par ses deux premiers enfants peu après les avoir laissés au Sanctuaire de Kremaldy, pour retrouver la trace du père Semi-humain de son fils, Garfiel la retrouve (mais sans être reconnu) par un pur hasard dans la Cité des Eaux en sauvant sans le savoir son propre « demi-frère » humain : il découvre qu’elle aura réchappé à son accident mortel au prix d’une amnésie, et fondé une nouvelle famille avec l’homme qui l’a secourue.
Belle femme blonde aux yeux verts calme et attentionnée, dans la demi-trentaine à sa réapparition, elle a transmis de toute évidence ses traits physiques à ses enfants. Son passé maternel témoigne aussi d’un manque de jugeote en matière d’hommes.
Garek Thompson (ギャレク・トンプソン, Gyareku Tonpuson) / le « Dragon noir » (黒竜, Kokuryū (ja)) (crédits de l’adaptation animée [épisode 55])
Voix japonaise : Kanehira Yamamoto (ja), voix française : Thomas Roditi
L’époux de Reala, père de famille d’environ quarante ans et haut fonctionnaire de Priestella.
L’ayant trouvée amnésique et secourue lors de son accident d’il y a longtemps, il s’est occupé d’elle depuis et aura fondé une famille en l’épousant. Il est pris à partie avec des collègues durant la Bataille de Priestella, otage de Capella Emerada Lugnica transformé en Dragon noir pour lui servir de leurre durant l’assaut coordonné de sa mairie par Subaru et ses alliés.
Ignorant (comme tous les Thompson) la véritable identité de Garfiel à leur rencontre, il se révèle être à la fois bon père, époux aimant désireux d’obtenir toute information pouvant aider sa femme à guérir de son amnésie, et homme intègre soucieux de montrer au Semi-humain sa gratitude pour avoir sauvé son fils.
Rafiel Thompson (ラフィール・トンプソン, Rafīru Tonpuson)
Voix japonaise : Moe Kahara (ja)
La petite demi-sœur humaine de Garfiel Tinsel et Frederica Baumann par Reala, fille aînée de neuf ans entamés de la famille Thompson et grande sœur de Fred.
Malgré le fait qu’il ait sauvé son petit frère, elle manifeste dans un premier temps une certaine méfiance à l’égard de celui qu’elle ignore être son demi-frère : elle change d’attitude envers lui lorsqu’il se retrouve, au cours de son duel contre Kurgan Aux-Huit-Bras durant la Bataille de Priestella, à protéger l’abri où Fred et elle — séparés de leur mère — s’étaient réfugiés.
Aîné sermonneuse avec son cadet et montrant un certain caractère, elle reste tendanciellement sur ses gardes avec ceux qui sont étrangers à sa famille. Elle a également hérité des traits physiques de Reala.
Fred Thompson (フレド・トンプソン, Furedo Tonpuson)
Voix japonaise : Rena Motomura (ja), voix française : Karl-Line Heller
Le petit demi-frère humain de Garfiel Tinsel et Frederica Baumann par Reala, fils cadet de six ans entamés de la famille Thompson et frère de Rafiel.
Sauvant spectaculairement une première fois d’un accident de barque ce qu’il ignore encore être son frère, Garfiel découvre avec choc leur lien en le raccompagnant auprès de sa grande sœur, et retrouvant leur mère amnésique.
Candide et imprudent, il se met depuis leur rencontre à admirer le « Tigre Magnifique » — encouragé par « Mimi la Magnifique » — comme une sorte de super-héros. Il a également hérité des traits physiques de Reala.

### Gusteko
Le Saint-Royaume de Gusteko (グステコ聖王国, Gusuteko Sei ōkoku), plus couramment Gusteko (グステコ, Gusuteko), est une nation théocratique voisine du nord de Lugnica et de l'est de Kararagi.

#### Église de Gusteko
L'Église de Gusteko (グステコ聖教, Gusuteko Seikyō), ou l'Église Théocratique (聖王教会, Seiō Kyōkai), est le centre du pouvoir à Gusteko. Inquisitoriale, elle condamne et sanctionne les cultes rendus aux Esprits.
Elsa Granhiert (エルザ・グランヒルテ, Eruza Guranhirute) / la « Chasseuse d'Entrailles » (腸狩り, Harawata-gari) (surnom) / « Elsa Featherrun » (エルザ・フェザーラン, Eruza Fezāran) (pseudonyme)

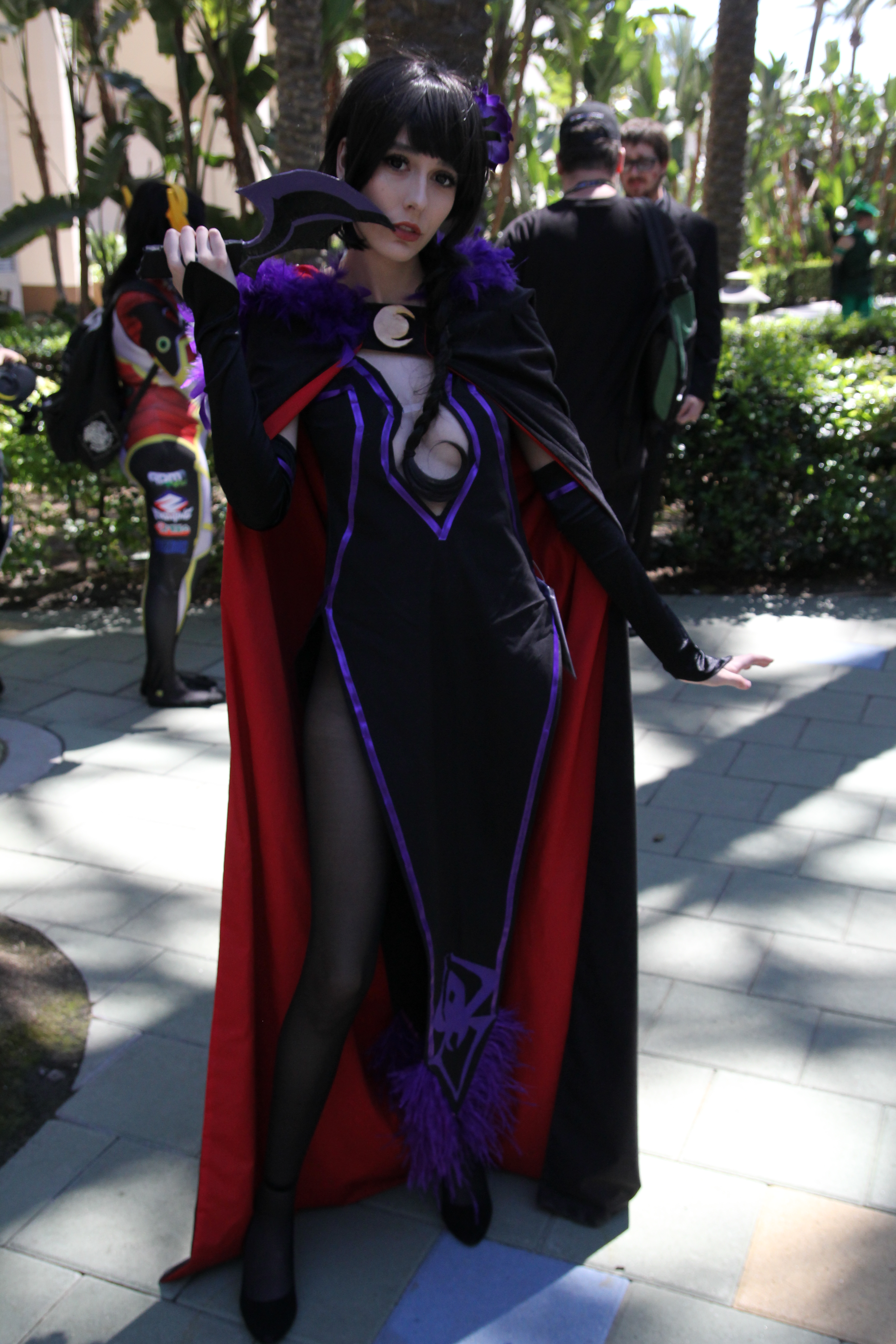
Costumade d'Elsa Granhiert durant le WonderCon 2017 à Anaheim (États-Unis).

Voix japonaise : Mamiko Noto, voix française : Pauline de Meurville puis Alice Taurand (redoublage) ,
Une assassin/mercenaire de vingt-trois ans venue de Gusteko et notoirement recherchée dans la Capitale Royale de Lugnica. Antagoniste majeure du début de l’histoire, elle est la première personne à avoir tué Subaru Natsuki, déclenchant son habileté de « Mort réversible ».
Elle cherche à obtenir l'insigne d'Émilia pour une raison qui n'a pas encore été explicitée : essayant de l'acheter à Felt et au vieux Rom, elle finit par les tuer à la suite de l'échec des négociations des première et seconde boucles temporelles. Dans la ligne temporelle finale de l'insigne volé, elle est mise en déroute par Reinhard et jure de revenir tuer Subaru un jour : elle réapparaît en ce but durant la crise du Sanctuaire au manoir de Roswaal, attaquant par surprise les occupants des lieux avec sa complice Meili.
D'une beauté sensuelle aussi sombre et plantureuse que sa personnalité est sinistre et malsaine, elle peut sentir la peur d'autrui et aime provoquer le désespoir chez ses victimes : elle est connue pour tuer ses « proies » en leur tranchant l'abdomen à l'aide de ses lames courbes, d'où son surnom. Pourvue d'une faculté de régénération anormale ainsi que d'autres aptitudes « simili-vampiriques » idéales pour son métier — vitesse, agilité, souplesse et réactivité inhumaines, elle ne recule devant rien pour atteindre ses objectifs, allant jusqu'à se mutiler pour libérer son pied prisonnier de la glace de Pack. Psychologiquement déviante, elle a une fascination morbide pour le sang et un rapport pervers à la douleur.

### Arlésiennes
Des personnages significatifs de l’œuvre mentionnés dans l’histoire et/ou disparus antérieurement à l’apparition de Subaru Natsuki.
Flugel (フリューゲル, Furyūgeru) / le « Sage » (賢者, Kenja) ; le « Grand Sage » (大賢人, Daikenjin) (surnoms)
Sage semi-légendaire contemporain de la Grande Calamité, figure historique énigmatique de ce monde mentionnée tout au long de l’intrigue.
Transfuge compatriote de Subaru Natsuki, il fut un personnage clé pour sceller la Sorcière de l’Envie.
Son identité, révélée tardivement, a été en grande partie effacée de l’histoire et ses exploits, attribués à son disciple. Son sort demeure également inconnu.
Alec Hōshin (アレク・ホーシン, Areku Hōshin) / « Hōshin des Landes » (荒れ地のホーシン, Arechi no Hōshin) (surnom)
Voix japonaise : Toshiyuki Morikawa
Marchand semi-légendaire contemporain de la Grande Calamité, à la fois unificateur, fondateur et premier gouverneur de la Cité-État de Kararagi, ainsi que le créateur de Priestella.
Transfuge compatriote de Subaru Natsuki, il est connu comme un génie avant-gardiste de son temps qui « japonifia » Kararagi en y apportant des innovations et influences culturelles de son monde d’origine.
Il n’y a contre-intuitivement aucun lien de parenté entre lui et l’actuelle Candidate au trône de Lugnica Anastasia Hōshin, qui a choisi de porter son nom par inspiration et hommage à son héritage.
Kurgan (クルガン, Kurugan) / « Kurgan Aux-Huit-Bras » (八つ腕のクルガン, Yatsu-ude no Kurugan) ; le « Dieu du Combat » (闘神, Tōshin) (surnoms)
Voix japonaise : Takaya Kuroda (ja)
Un Géant du Clan aux Multiples Bras armé de couperets, ancien esclave et héros de Vollachia reconnu comme le meilleur guerrier de l’empire en son temps.
Son nombre de bras apparaissait comme une anomalie même parmi ses congénères : son style martial couplé à son éthique personnelle le poussaient à adapter leur nombre en temps réel selon la situation et le niveau de son adversaire, n’usant de ses Fauchoirs de l’Ogre que pour ceux qu’il en jugeait dignes. Légende vivante réputée par de nombreux exploits et faits d’armes, autant pour Vollachia que la condition de ses semblables, il serait mort au combat plus d’une décennie avant l’arrivée de Subaru Natsuki en sauvant les habitants évacués de la Ville fortifiée de Garkla tombant (sous l’attaque d’un Évêque du Péché), résistant seul jusqu’à la mort durant une heure.

#### Lignées familiales
La famille Natsuki (菜月家, Natsuki-ke)
Famille de Subaru Natsuki, apparue dans le Tombeau de la Sorcière en tant qu’illusion de la projection de son passé durant sa première Épreuve du Sanctuaire.
Ken’ichi Natsuki (菜月 賢一, Natsuki Ken’ichi) / Ken (ケン) (diminutif)
Voix japonaise : Kōsuke Toriumi
Le père quadragénaire de Subaru.
Même s’il n’apparaît que sous forme d’illusion, il permet à son fils d’affronter son passé de reclus et lui faire ses adieux par procuration.
Homme musculeux et entretenu, sociable, généreux et très apprécié par son entourage social. Amateur de mayonnaise comme son épouse et aimant lui aussi profondément leur fils, il lui a transmis sa tendance aux familiarités ainsi que sa témérité.
Nahoko Natsuki (菜月 菜穂子, Natsuki Nahoko)
Voix japonaise : Ryōka Yuzuki
La mère d’âge mûr de Subaru.
Même si elle n’apparaît que sous forme d’illusion, elle permet à son fils d’affronter son passé de reclus et lui faire ses adieux par procuration.
Femme vivant totalement à son rythme et sautant aisément du coq à l’âne, mais aboutissant malgré tout à des conclusions pertinentes. Amatrice de mayonnaise comme son époux et aimant elle aussi profondément leur fils, elle lui a transmis ces yeux leur donnant l’air méchant malgré eux.
La maison Mathers (メイザース家, Meizāsu-ke)
Famille historiquement importante de Lugnica, elle compte en son sein une lignée de puissants magiciens intégrés à la cour royale qui se transmettent entre chefs de famille le prénom « Roswaal », un exemplaire du Livre de la Sagesse (叡智の書, Eichi no sho) ainsi que le contrat avec l’Esprit Béatrice reliant l’Étude au manoir familial. Ils ont tous pour particularité génétique commune leurs cheveux indigo et, à l’exception du premier Roswaal, des yeux vairons.
Roswaal A. Mathers (ロズワール・A・メイザース, Rozuwāru Ā Meizāsu) (nom d’usage) / Altair Mathers (アルタイル・メイザース, Arutairu Meizāsu) (nom de naissance)
Voix japonaise : Takehito Koyasu, voix française : Jean-Pierre Leblan puis Jean-Marco Montalto (redoublage) 
Le seigneur de première génération de la maison Mathers contemporain de la Grande Calamité, décaïeul de Roswaal L. Mathers décédé au bord de la trentaine.
Souffrant des effets de son trop-plein de mana, problème alors inconnu du commun à son époque, il fut visité et sauvé de son mal par la Sorcière de l’Avarice, dont il devint un fervent disciple et soupirant : il tissa de ce fait des liens proches avec Lewes Meyer et Béatrice.
Cette dernière découvre dans le Tombeau de la Sorcière, après la crise du Sanctuaire, qu’il a réussi où sa « mère » a échoué en réincarnant son esprit dans chacun des Roswaal, de génération en génération : il possède son descendant actuel depuis ses quatorze ans.
Roswaal B. Mathers (ロズワール・B・メイザース, Rozuwāru Bī Meizāsu) (nom d’usage)
Voix japonaise : Kōki Koyasu (ja)
Le seigneur de deuxième génération de la maison Mathers environ trois cent quatre-vingt-cinq ans avant l’apparition de Subaru, nonaïeul de Roswaal L. Mathers.
Lorsqu’il succéda à son défunt père comme chef de famille, il se présenta à Béatrice (comme le feront tous ses suivants) pour l’assurer du maintien des liens entre sa famille et elle, ainsi que de la transmission héréditaire de leur contrat magique lié à l’Étude.
Roswaal C. Mathers (ロズワール・C・メイザース, Rozuwāru Shī Meizāsu) (nom d’usage)
Le seigneur de troisième génération de la maison Mathers, septaïeul de Roswaal L. Mathers.
Roswaal D. Mathers (ロズワール・D・メイザース, Rozuwāru Dī Meizāsu) (nom d’usage)
Le seigneur de quatrième génération de la maison Mathers, sextaïeul de Roswaal L. Mathers.
Environ deux cent soixante-cinq ans avant l’apparition de Subaru, il permit à un certain Toska d’accéder à l’Étude interdite du manoir familial pour convaincre Béatrice d’en sortir, en vain.
Roswaal J. Mathers (ロズワール・J・メイザース, Rozuwāru Jei Meizāsu) (nom d’usage) / Julia Mathers (ジュリア・メイザース, Juria Meizāsu) (nom de naissance)
Le seigneur de dixième génération de la maison Mathers contemporain de la Guerre des Semi-Humains, grand-mère de Roswaal L. Mathers.
Elle fut tuée au cours de l’Extermination du Dragon Maléfique.
Grande buveuse notoire, elle se sera constituée dans le manoir familial une réserve cachée de bouteilles de grand cru, retrouvée par hasard des décennies après sa mort.
Roswaal K. Mathers (ロズワール・K・メイザース, Rozuwāru Kei Meizāsu) (nom d’usage) / Karl Mathers (カール・メイザース, Kāru Meizāsu) (nom de naissance)
Le seigneur de onzième génération contemporain de la Guerre des Semi-Humains, père de Roswaal L. Mathers décédé à ses quatorze ans.
Enfant durant la guerre civile de Lugnica, il resta au manoir élevé par Clind.
Élaborant des théories sur la magie des ténèbres et les portails magiques, il avait créé de nombreuses poupées animées pour protéger sa demeure.
La maison Astrea (アストレア家, Asutorea-ke)
Famille historiquement importante de Lugnica, elle compte en son sein la lignée des Maîtres Épéistes (剣聖, Kensei), « héros » diégétiques vivants de leurs époques respectives dont la bénédiction particulière est l’unique héréditaire, passant sans signe avant-coureur d’une génération à l’autre entre membres élargis de leur généalogie. Ils ont tous pour particularité génétique commune leurs cheveux rouge feu et yeux bleus.
Lignée des Maîtres Épéistes
Reid Astrea (レイド・アストレア, Reido Asutorea) / le « (Premier) Maître Épéiste » (（初代）剣聖, [Shodai] Kensei) (titre) / l’« Épée céleste » (天剣, Tenken) (surnom)
Héros semi-légendaire contemporain de la Grande Calamité, ancêtre direct de la maison Astrea et premier de leur lignée héréditaire de Maîtres Épéistes.
S’il est décédé quatre siècles avant le début de l’histoire, il y a un rôle antagoniste mineur.
Fribal van Astrea (フライバル・ヴァン・アストレア, Furaibaru van Asutorea) / l’« (Avant-avant-dernier) Maître Épéiste » (（先先代）剣聖, [Sensendai] Kensei) (titre)
Voix japonaise : Masāki Mizunaka (ja)
L’avant-avant-dernier Maître Épéiste contemporain de la Guerre des Semi-Humains, oncle paternel et mentor de sa successeuse Térésia van Astrea.
Ayant perdu sa bénédiction avant la guerre civile de Lugnica, il y mourut au combat en menant les troupes du royaume avec ses neveux à la place de Térésia.
Térésia van Astrea (テレシア・ヴァン・アストレア, Tereshia van Asutorea) / le « (Précédent) Maître Épéiste » (（先代）剣聖, [Sendai] Kensei) (titre)
Voix japonaise : Minami Takahashi (ja) ; Kikuko Inoue (Bataille d’extermination contre la Baleine Blanche)
Bien qu'elle ne retirait aucune fierté ni aucun plaisir pour son don à l'épée, ne le percevant que comme une détestable obligation, Térésia était en son temps le Maître Épéiste (précédant son petit-fils Reinhard et le début de l'histoire), femme décédée de Wilhelm van Astrea. Son fils Heinkel et Reinhard ont hérité de son physique ainsi que, pour ce dernier, de sa bénédiction surhumaine pour les armes.
Dans leur jeunesse, Wilhelm Trias enviait férocement son talent en découvrant son identité après leurs premières rencontres, et dans un premier temps ne comprenait pas son désintérêt pour la chose à la faveur des fleurs : toutefois, pour la conquérir il décida de devenir le plus fort possible afin de la vaincre en duel et la soustraire à son obligation de croiser le fer, en substituant sa propre épée à la sienne. Sa mort serait survenue quatorze ans avant l'arrivée de Subaru durant la Grande Conquête dans une tentative d’extermination de la Baleine Blanche, motivant le désir de vengeance de son époux envers ce monstre.
Autres Astrea
Veltol Astrea (ベルトール・アストレア, Berutoru Asutorea)
Le frère de l’ancien Maître Épéiste Fribal van Astrea contemporain de la Guerre des Semi-Humains, père de la fratrie de Térésia van Astrea.
Il fut tué durant la guerre civile de Lugnica.
Thames Astrea (テムズ・アストレア, Temuzu Asutorea)
Voix japonaise : Haruki Ishiya (ja)
Contemporain de la Guerre des Semi-Humains, premier enfant de Veltol et frère aîné de l’avant-dernier Maître Épéiste Térésia van Astrea.
Épéiste passionné et émérite, potentiel Maître Épéiste le plus probable de sa génération et admiré par sa petite sœur, elle conserva toute son affection et son soutien fraternel même après avoir été malgré elle (qui répugnait les armes et culpabilisait pour lui) choisie à sa place par la bénédiction.
Il mourut au combat durant la guerre civile de Lugnica, y menant les troupes du royaume avec leur oncle et ses frères à la place de Térésia.
Carlan Astrea (カルラン・アストレア, Karuran Asutorea)
Voix japonaise : Shūichi Uchida (ja)
Contemporain de la Guerre des Semi-Humains, potentiel Maître Épéiste de sa génération, deuxième enfant de Veltol et grand frère de l’avant-dernier Maître Épéiste Térésia van Astrea.
S’il avait mauvais caractère et s’emportait facilement, il était tout aussi prompt à s’excuser pour se réconcilier.
Il mourut au combat durant la guerre civile de Lugnica, y menant les troupes du royaume avec leur oncle et ses frères à la place de Térésia.
Casilles Astrea (カジレス・アストレア, Kajiresu Asutorea)
Voix japonaise : Kaito Takeda (ja)
Contemporain de la Guerre des Semi-Humains, potentiel Maître Épéiste de sa génération, quatrième enfant de Veltol et petit frère de l’avant-dernier Maître Épéiste Térésia van Astrea.
Comme il était pleurnichard et trouillard, il s’accrochait souvent à sa sœur aînée lorsqu’il était plus petit.
Il mourut au combat durant la guerre civile de Lugnica, y menant les troupes du royaume avec leur oncle et ses frères à la place de Térésia.
Louanna Astrea (ルアンナ・アストレア, Ruanna Asutorea) / la « Belle au bois dormant » (眠り姫, Nemuri hime) (surnom)
Matriarche théorique de la maison Astrea à l’arrivée de Subaru Natsuki, épouse du patriarche Heinkel Astrea et mère du Maître Épéiste Reinhard van Astrea.
Ayant une place déterminante dans l’histoire dysfonctionnelle entre son mari et son fils, elle est atteinte depuis la deuxième année de leur enfant de l’état dit de la « Belle au bois dormant », mal inexpliqué qui l’a spontanément plongée et maintenue depuis dix-sept ans dans un coma profond et suspendu (similaire à celui infligé par Lay Batenkaitos à Rem).

### Bestiaire

#### Esprits
Les Esprits (精霊, Seirei) sont des entités métaphysiques aux pouvoirs surnaturels. Existant en principe difficilement par eux-mêmes dans le monde matériel, puisqu’ils ont besoin — en quantité relative à leur niveau de développement — de mana comme source d’énergie, ils peuvent devenir l’« Esprit familier » (契約精霊, Keiyaku seirei) d’un être vivant, leur « Invocateur » (精霊使い, Seirei tsukai), en contractant un pacte magique (sans limite de nombre de familiers pour l’Invocateur) les reliant tous deux et permettant de lui partager leurs pouvoirs. Ils sont hiérarchisés en catégories selon leurs stade de maturité et niveau de puissance : « Esprits supérieurs » (大精霊, Daiseirei), « Esprits » (homonyme), « Esprits mineurs » (微精霊, Biseirei) et « Semi-Esprits » (準精霊, Junseirei), qui peuvent évoluer avec le temps. Il existe également le type rare des « Mauvais Esprits » (邪精霊, Jaseirei) ou « Fées » (妖精, Yōsei), leurs pendants maléfiques hostiles par nature aux êtres vivants ; et celui encore plus restreint d’« Esprits artificiels » (人工精霊, Jinkō seirei), qui ne sont pas nés spontanément contrairement à leurs homologues naturels.

##### LesQuatre Grands Esprits
Les Quatre Grands Esprits (四大精霊, Yon daiseirei), aussi plus simplement connus comme les Quatre Étrangers (四大, Yondai), sont un groupe d’Esprits supérieurs détenteurs d’une puissance exceptionnelle et inégalée comparée à ceux de leur rang. Présidant originellement l’un des quatre fondamentaux magiques et résidant chacun dans une grande nation, ils sont connus du monde et leur utilisation est un sujet de première importance pour l’équilibre des pouvoirs.
Quatre Grands Esprits actuels
Les Étrangers en place à l'apparition de Subaru Natsuki. La Bête de la Fin appartient à ce groupe.
Zarestia (ザーレスティア, Zāresutia) / la « Surineuse » (通り魔, Tōrima) ; la « Plus belle des Faucheuses » (最も美しい死神, Mottomo utsukushī shinigami) (surnom) / Tia (ティア) (diminutif)
L’Étrangère présidant au vent.
Dotée de l’apparence d’une jeune femme vingtenaire à la beauté froide, elle habite une caverne à l’ouest de Kararagi, la Chambre de Zarestia, dont elle élimine le moindre intrus qui y pénétrerait.
Muspel (ムスペル, Musuperu) / la « Roche » (石塊, Ishikure) (surnom)
L’Étranger présidant à la terre.
Doté d’une apparence de Titan de pierre, il est rattaché à l’Empire de Vollachia.
Il ne possède, contrairement à ses homologues, ni visage ni moyen de communiquer verbalement.
Odglass (オドグラス, Odogurasu) / la « Bête sacrée » (霊獣, Reijū) ; la « Mère miséricordieuse » (慈母, Jibo) (surnoms) / le « Monstre bienveillant » (善意のお化け, Zen’i no obake) (par Echidna)
L’Étrangère présidant à l’eau.
Dotée d’une apparence de grand ours blanc, elle est rattachée au Saint-Royaume de Gusteko.
Contrairement à ses homologues, elle n’est tendanciellement ni hostile ni pharisaïque envers les humanoïdes.
Anciens des Quatre Grands Esprits
Des Étrangers disparus antérieurement à l'apparition de Subaru Natsuki.
Melakuera (メラクェラ, Merakwera) / l’« Arbitre » (調停者, Chōteisha) (surnom)
Voix japonaise : Tesshō Genda,
L’ancien Étranger présidant au feu, disparu à l’issue du Jour du Monde rougi (天地赤日, Tenchi aka-bi) sept ans avant l’arrivée de Subaru Natsuki.
Agissant pour protéger l’équilibre du monde en « juge et bourreau » des menaces contre nature mettant en péril sa sécurité, il voyait l’existence même d’Émilia comme une faute en soi (en l’assimilant à la « Sorcière de l’Envie ») : il tenta donc par le concours d’un ennemi humain de l’éliminer à la Forêt gelée, mais fut cependant contrarié par son congénère Pack qui aida sa protégée à le vaincre, en passant un pacte avec elle.
Doté d’une apparence chevaline (ou circonstanciellement humanoïde) enflammée, il était rattaché à Lugnica et avait la faculté de se dissocier en plusieurs entités autonomes, ainsi que de posséder son contractant. Son nom est un hommage posthume rendu à l’Humain du même nom dont il fut familier, du temps (pluriséculaire) où il n’était encore qu’un simple Esprit mineur né de l’étincelle d’un feu de camp : souhaitant exaucer sa volonté, il décida de protéger le monde et sauver de la souffrance en associant à sa nature inquisitoriale un ensemble rigide de règles auto-décrétées.

##### Autres Esprits
Ia (イア), Kua (クア), Aro (アロ), Iku (イク), In (イン) et Nes (ネス, Nesu)
Les six Esprits mineurs familiers de Julius Juukulius lui valant son surnom de « Chevalier aux Esprits irisés ».
Résidant comme Pack dans des cristaux magiques et matérialisés à la demande, ils ont l’apparence de petites sphères d’énergie d’une couleur et d’un élément singuliers :
- Rouge et feu pour Ia ;
- bleu et eau pour Kua ;
- vert et air pour Aro ;
- jaune et terre pour Iku ;
- orange ou blanc et lumière pour In ;
- pourpre ou noir et ténèbres pour Nes.

Julius sachant très bien s’y prendre avec eux, ils lui obéissent au doigt et à l’œil quelle que soit sa demande.
Echidna (エキドナ, Ekidona) / « Eridna » (襟ドナ, Eridona) (surnom) ; le « Legs de la Sorcière » (魔女の遺産, Majo no isan) (par Capella)
L’homonymique deuxième des trois Esprits artificiels créés par la Sorcière de l’Avarice, familier d’Anastasia Hōshin.
Introduite dans l’histoire à la Bataille de Priestella par le biais de son Invocatrice, elle est ensuite confiée par cette dernière à son Chevalier « oublié » Julius Juukulius, victime de l’Autorité de la Gourmandise à l’issue des combats, et les guident avec le camp d’Émilia pour leur voyage vers la Tour d’observation des Pléiades.
Sa véritable apparence est celle d’un renard polaire à fourrure blanc neige, mais elle est généralement portée sous forme de vêtement par Anastasia. Leur première rencontre fut purement fortuite.

#### Dragons
Cet autre monde compte des espèces de dragon aux caractéristiques variées. Il ne faut pas confondre Dragons « supérieurs » (龍, Ryū), êtres créateurs imposants et puissants ; et Dragons « inférieurs » (竜, Ryū), race inférieure constituée de nombreuses espèces. Il existe également le titre de « Dragon maléfique » (邪龍, Jaryū) attribué par les humanoïdes aux Dragons hostiles ou nuisibles.

##### Dragonssupérieurs
Les Dragons originels, de grande puissance et constitués d’une immense quantité de mana. Certains aptes à engendrer la race humanoïde des « Draconoïdes » (竜人, Ryūjin), régressent toutefois dans le procédé à un état d’hibernation dit de « Coquille Draconique » (竜殻, Ryū kara) en perdant la majorité de leurs personnalité et capacité au langage. Encore librement répandus dans le monde du temps des Sorcières, leurs représentants menés au bord de l’extinction par Reid Astrea, auront finalement fui au-delà de la Grande Cascade en ne laissant qu’une poignée d'entre eux en arrière.
Volcanica (ボルカニカ, Borukanika) / le « Dragon Divin » (神龍, Shinryū) (surnom) / le « Sarcastique » (皮肉屋, Hinikuya) (par Shauna)
Énorme Dragon bleu pâle au moins millénaire de plus de quinze mètres, divinité nationale et symbole de la famille royale de Lugnica mentionné tout au long de l’intrigue.
Créateur des Dragons de Terre, il fut un personnage clé pour sceller la Sorcière de l’Envie, et devint le protecteur de l’actuel Lugnica en contractant une alliance avec le Dernier Roi Lion Farsale, trente-cinquième roi dynastique.
Mezoreia (メゾレイア) / le « Dragon Nébuleux » (雲龍, Unryū) (surnom)
Colossal Dragon blanc nuage résidant dans l’Empire de Vollachia.
Créateur de la Draconoïde Madelyn Eschart, il a par ce lien un rôle antagoniste à son apparition dans l’histoire,.
Valgren (バルグレン, Baruguren) / le « Dragon Noir » (黒龍, Kokuryū (ja)) ; le « Tricéphale » (三つ首, Mittsu kubi) (surnoms)
Dragon noir à trois têtes féroce et sanguinaire de dix mètres, disparu pratiquement quatre décennies avant l'invocation de Subaru.
Il fut un antagoniste central de l’« Extermination du Dragon Maléfique » à Picoutatte, l’année suivant la fin de la « Guerre des Semi-Humains ».
Amangam (アマンガム, Amangamu)
Le chef des Dragons d’Argent qui contrôlaient les terres orientales.
Il fut tué par le frère aîné de Toska.
Fargall (ファルガル, Farugaru)
Un Dragon d’Argent qui, à dessein de venger la mort de son chef Amangam sur le jeune garçon Toska et son entourage, désigna son amour d’enfance Remina comme sacrifice de leur village aux Dragons maléfiques.
Il fut défait par Echidna.

##### Dragons deTerre
Voix japonaise : Ryūichi Kijima (ja),

D’une race inférieure créée par le Dragon Divin Volcanica, les Dragons de Terre (地竜, Chiryū) sont — comme le suggère leur dénomination — des espèces de dragon exclusivement terrestres et communément domestiquées comme montures ou bêtes d’attelage. Ils bénéficient d'une bénédiction appelée « Évit’vent », qui leur permet de passer outre la résistance du vent à la course : cet effet n'est toutefois pas permanent. Leurs morphologie et couleur sont variées, ainsi qu’adaptées à différents environnements naturels.
Patrasche (パトラッシュ, Patorasshu)
Voix japonaise : Ryūichi Kijima (ja), ; Kōichi Sōma (ja) (redoublage,)
Patrasche est la Dragonne de Terre « Diana » (espèce originelle, fière et assez rare) noire de la maison Karsten qui accepte d'être montée par Subaru Natsuki durant l’Expédition contre la Baleine Blanche. À l’issue de cet événement, il la reçoit définitivement de Crusch comme monture personnelle pour le récompenser de ses efforts.
De constitution élancée et bipède ainsi que très autonome, Patrasche est aussi affectueuse que loyale à Subaru : quelle que soit la boucle temporelle, elle n'hésite pas à prendre des initiatives spontanées et risquer sa propre vie pour lui.
Frufoo (フルフー, Furufū)
La Dragonne de Terre verdâtre d'Otto Suwen.
Compagnonne de longue date du marchand à la constitution trapue et quadrupède, ainsi que pourvue d'un instinct très développé, elle lui sert de bête d'attelage.
Shaknar (シャクナール, Shakunāru)
Le Dragon de Terre bleu de Julius Juukulius.
Compagnon reçu à son quinzième anniversaire, de constitution trapue et bipède ainsi que très bien dressé, il est décrit comme un bel animal et se révèle par son conditionnement instinctivement lié à lui.
Romy (ロミー, Romī)
Le Dragon de Terre Diana écarlate de Felt.
Baptisé d'après le vieux Rom, il est d'une espèce très fière par nature, et personnellement plus difficile à contenter que les autres : or, par cette compatibilité de caractère il s'est rapidement entendu avec sa maîtresse, qui l'affectionne.
Gian (ジャイアン, Jaian) (nom originel ; roman en ligne) / Joseph (ヨーゼフ, Yōzefu) (autres supports)
Le Dragon de Terre « Gyrus » (espèce désertique) tanné que le camp d’Émilia emprunte lors de son voyage à travers les Dunes de Sable d’Augria vers la Tour d’observation des Pléiades.
Rascal (ラスカル, Rasukaru) et Peter (ペーター, Pētā)
Des Dragons de Terre résidant au manoir de Roswaal.
Ils sont mentionnés comme faisant partie des rares Dragons de Terre que Subaru peut utiliser sans l’aide de personne.

##### Dragons d’Eau
D’une race inférieure, les Dragons d’Eau (水竜, Suiryū) sont — comme le suggère leur dénomination — une espèce de dragon de mer turquoise exclusivement aquatique et communément domestiquée à l’instar de ses homologues pédestres, comme bête d’attelage pour le transport fluvial et la navigation maritime. Ils bénéficient d'une bénédiction les préservant des effets de l’eau. Les premiers à apparaître dans l’histoire, anonymes, sont ordinairement intégrés au réseau des voies navigables de Priestella : certains d’entre eux viennent en aide à Otto Suwen durant la Bataille de Priestella.

#### Bêtes démoniaques
Que ce soit par leurs actions ou leur nature, les Bêtes démoniaques (魔獣, Majū) sont des créatures considérées comme malfaisantes en ce monde.

##### LesTrois Grandes Bêtes démoniaques
Créations de la Sorcière de la Gourmandise Daphné (à dessein selon elle d'« éradiquer » la faim dans le monde), les Trois Grandes Bêtes démoniaques (三大魔獣, San daimajū) furent lâchées dans la nature quatre siècles avant l'arrivée de Subaru. Considérées comme des calamités, elles ont fait, et continuent encore aujourd'hui de faire des ravages sur leur passage.
La Baleine Blanche (白鯨, Hakugei)
Aussi informellement surnommée « Moby Dick », le « Cachalot blanc » ou encore la « Bête démoniaque du Brouillard », ce gigantesque cétacé aérien, immaculé et long de près de cinquante mètres terrorise le continent depuis des centaines d'années, répandant un épais brouillard sur son passage.
Celui-ci est en réalité une concentration du mana du monstre, qui peut être divisé en deux types : le Brouillard de la Corruption, permettant d'étendre la zone dans laquelle il nage et de contaminer mentalement ses victimes en leur infligeant une douleur intense ; et le Brouillard de l'Effacement, supprimant l’existence de tout individu touché ainsi que les souvenirs que les autres ont de cette personne (Subaru n'est toutefois pas affecté par ce phénomène). Elle peut également créer des clones d'elle-même, sa puissance étant en contrepartie répartie entre chacun d'eux.
Après avoir posé des problèmes à Subaru dans certaines boucles temporelles, elle est finalement vaincue dans l'Expédition du bataillon de Crusch associé aux mercenaires des Crocs d'acier, écrasée sous l'arbre géant de Flugel dans la plaine de Lifaus et achevée par Wilhelm van Astrea pour venger sa femme Térésia, qui aurait péri par elle des années auparavant.
Des Trois Grandes Bêtes, elle est considérée comme la plus forte en termes de puissance et de destruction pures.
Le Grand Laphydre (大兎, Ō-usagi)
Apparaissant au Sanctuaire, il n'est pas à proprement parler une créature mais une colonie de lagomorphes à corne carnivores, pourvus d'une conscience unique et exempts d'un quelconque instinct de conservation.
Mû par une faim insatiable, il dévore tout être vivant sur son passage et se multiplie aussi rapidement qu'à l'infini, ce qui assure sa bonne prolifération tant qu'une seule de ses entités survit aux autres. Seule une extermination simultanée de tous ses éléments, sans exception, peut permettre de l'éliminer définitivement. Il est attiré comme un aimant par les grandes sources de mana (comme un puissant mage).
Après qu'Émilia ait libéré le Sanctuaire en réussissant l'Épreuve, il est vaincu (sans être toutefois éliminé) par l'association de cette dernière avec Subaru et Béatrice, qui l'envoie dans un autre plan — similaire à celui de l'Étude — et condamne par corollaire ses éléments à s'entre-dévorer indéfiniment.
Des Trois Grandes Bêtes, elle est considérée comme la plus difficile à vaincre du fait de son entité multiple et de sa rapide prolifération.
Le Serpent Noir (黒蛇, Kokuja [nom originel ; roman en ligne] ; Kurohebi [autres supports])
Dans un premier temps mentionné par Echidna (et plus tard, sa créatrice) dans une conversation avec Subaru Natsuki durant l'Épreuve du Sanctuaire, il est introduit rétrospectivement dans les souvenirs d'Émilia, qui sans s'en rappeler l'avait déjà croisé dans son enfance, un siècle avant le début de l'histoire : Arch, un de ses semblables qui l'emportait loin de l'attaque de leur village par le Culte de la Sorcière, s'est sacrifié pour couvrir sa fuite en retenant l'attention de la Bête sur lui.
Bien qu'il soit désigné comme un serpent, seul un sifflement caractéristique permet de l'associer à cet animal : il apparaît en réalité comme une masse noirâtre, informe et aux ramifications serpentines et tentaculaires, dont un simple toucher transmet une centaine de maladies, contaminant progressivement (à l'instar d'une sorte de gangrène), mais en quelques instants l'infecté qui, à moins de dissocier immédiatement l’extrémité touchée du reste de son corps, est frappé d'un mal inéluctable. Tout sol qu'il corrompt devient maudit et inhabitable, hormis pour des Bêtes démoniaques. Son puissant poison était connu sous le nom d'« Eau noire ». Contrairement à la Baleine Blanche sous l'emprise de sa gourmandise, et au Grand Laphydre qui peut être attiré et redirigé vers certains endroits, il est incontrôlable (hormis possiblement par Pandora) et inarrêtable, n'obéissant à personne et se déplaçant constamment d'un lieu à un autre.
Catastrophe naturelle au sens pur, la corruption ou la mort rapide qu'il provoque au moindre contact, ainsi que l'incapacité de le manipuler, en font la plus dangereuse des Trois Grandes Bêtes.

##### Autres Bêtes démoniaques
Une caractéristique répandue chez les Bêtes démoniaques est d'avoir les yeux brillants, souvent d'un éclat rouge.
Juggernaut (ジャガーノート, Jagānōto) (nom originel ; roman en ligne) / Ulgarm (ウルガルム, Urugarumu) (autres supports)
Monstre canin féroce aux allures de chien infernal et aux mœurs lupines, long d'environ un mètre et pesant une trentaine de kilos. Il se nourrit de mana en infligeant une malédiction à ses proies par le biais d'une simple morsure.
Une large meute vivant dans la forêt avoisinant Arlam et le manoir de Roswaal, et mené par l'un d'entre eux (le « Chaman », capable de se dissimuler sous l'apparence d'un chien ordinaire), s'en prend au village en enlevant les enfants avant d'être éradiqué grâce aux efforts de Subaru Natsuki et des jumelles, aidés sur la toute fin par Roswaal qui réapparaît à la dernière minute après son absence durant la crise. Une autre meute, réapparue plus tard dans la même forêt, est utilisée par Subaru durant l’affrontement contre les Phalanges de Pételgeuse Romanée-Conti.
Troll des Neiges (雪荒らし, Yuki arashi)
Monstre simien à corne de plusieurs mètres de haut, à fourrure blanche et à peau rouge. En plus de sa force physique, il manipule la neige et peut en envoyer d'imposantes boules depuis de longues distances pour frapper violemment ses adversaires.
L'un d'eux fut défait par Émilia à l'époque où elle vivait dans la Forêt gelée avec Pack, sept ans avant sa rencontre avec Subaru.
Lion d’Ombre (影獅子, Kage shishi) / Guiltylowe (ギルティラウ, Girutirau) / le « Roi noir de la Forêt » (森の漆黒の王, Mori no shikkoku no ō) (surnom)
Voix japonaise : Ryō Sugisaki (ja),
Monstre chimérique à tête de lion, torse de cheval, cornes de chèvre, queue de serpent ainsi que pourvu d'une fourrure sombre et d'un gabarit assez grand pour bloquer un large passage. Considéré d'une catégorie supérieure parmi les Bêtes, il vit généralement au fond des forêts avec une concentration élevée de mana et ne ressent pas le besoin, contrairement à ses homologues démoniaques, de rugir inutilement. Malgré sa grande stature, il a le déplacement léger et furtif, tuant silencieusement ses proies d'un coup précis sur leurs points vitaux. Habile chasseur, il est aussi doué pour l'embuscade que l'assassinat.
L’un d’entre eux fut victime du Serpent Noir sous les yeux d’Émilia lorsqu’elle « découvre » la Grande Bête démoniaque (après l’avoir déjà formellement croisée à son propre insu par le passé) dans la Forêt gelée, sept ans avant l’apparition de Subaru ; un autre est présent parmi la troupe de Bêtes démoniaques qui attaque le manoir de Roswaal, et apparaît comme la plus dangereuse d'entre elles : dans l'une des boucles temporelles, ce spécimen traque et massacre à lui seul les cibles présentes, Subaru inclus.
Cochon de Roche (岩豚, Iwa buta) / Wagpig (ワッグピッグ, Waggupiggu)
Voix japonaise : Tatsuhiro Kikuchi (ja),
Monstre hippopotamesque imposant à la peau noir de jais, aussi dure et épaisse que de la roche, et pourvu d'une gueule assez grande pour engloutir en entier un individu.
Il est contrôlé par Meili Portroute durant son attaque du manoir de Roswaal avec Elsa Granhiert.
Rat ailé sombre (黒翼鼠, Kokuyoku nezumi)
Monstre murin volant à fourrure sombre pourvu d’ailes et d’oreilles semblables à celles de chiroptères.
Des spécimens domptés par Meili Portroute participent à l’attaque du manoir de Roswaal durant la crise du Sanctuaire.
Serpent bicéphale (双頭蛇, Ākarubu) / Abonsconda (アボンスコンダ, Abonsukonda)
Monstre serpentiforme aux écailles sombres pourvu de têtes jumelles à chaque extrémité du corps.
Des spécimens domptés par Meili Portroute participent à l’attaque du manoir de Roswaal durant la crise du Sanctuaire.

#### Autres
Les créatures ne rentrant dans aucune autre catégorie.
Les Chimères (亜獣, Ajū)
Des créations de Capella Emerada Lugnica, minions apparus durant la Bataille de Priestella pour attaquer à l’aveugle tout ce qui bouge dans la Ville des Écluses.
Elles se révèlent être des victimes de l’Évêque du Péché de la Luxure, anciens humanoïdes irrémédiablement transformés avec son sang maudit en monstruosités inférieures par amalgame de leur organisme avec des objets.
Contre-intuitivement, elles ne sont par leur nature pas considérées comme des Bêtes démoniaques.